# Libreria Piccolomini

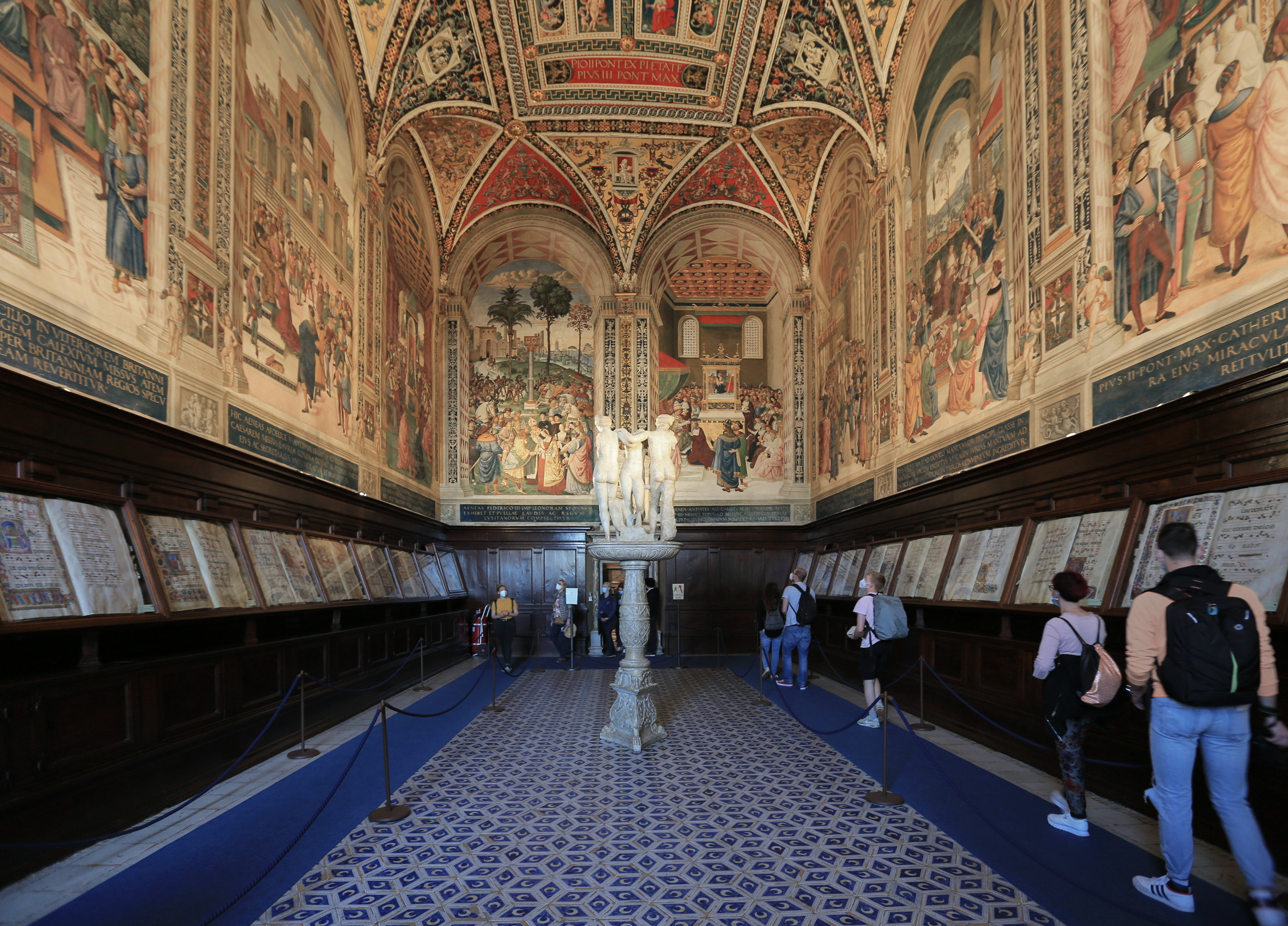
Libreria Piccolomini

La Libreria Piccolomini è un ambiente monumentale della cattedrale di Siena. Situata lungo la navata sinistra, prima del transetto, fu fatta costruire nel 1492 dall'arcivescovo di Siena, cardinale Francesco Piccolomini Todeschini (poi papa Pio III) per custodire il ricchissimo patrimonio librario raccolto dallo zio papa Pio II. Tra il 1502 e il 1507 circa venne completamente affrescata da Pinturicchio e aiuti, tra cui erano presenti il bolognese Amico Aspertini e il giovane Raffaello Sanzio.

## Storia
Il cardinale Francesco, vescovo di Siena, ricavò dal 1492 al 1502, in alcuni ambienti della canonica adiacenti al fianco sinistro del Duomo, un'aula destinata ad accogliere le preziosissime raccolte librarie dello zio, umanista e pontefice, Enea Silvio Piccolomini, scomparso nel 1464.
A partire dal 1497 circa, Lorenzo di Mariano, detto il Marrina, realizzò il prospetto marmoreo esterno della Libreria, con le due arcate che incorniciano da una parte la porta di entrata della cappella e dall'altra un tondo raffigurante San Giovanni Evangelista che fu qui collocato solo nell'Ottocento (attribuito a Giovanni di Stefano che lo avrebbe realizzato alla fine del XV secolo, probabilmente proveniente dal portale della Cappella di San Giovanni Battista). Sotto l'altare di S. Giovanni Evangelista è conservata una Pietà, in legno policromo, opera dello scultore Alberto di Betto d'Assisi, che l'avrebbe realizzata nel 1421 per l'altare del Crocifisso.
La decorazione pittorica della Libreria, definita come uno dei massimi cantieri pittorici aperti in Italia agli albori del XVI secolo, venne affidata al Pinturicchio, pittore umbro che all'epoca era all'apice della fama, dopo i suoi successi alla Curia romana. Il contratto venne stipulato il 29 giugno 1502 ed è uno dei rari casi di contratti rinascimentali di grandi cicli pittorici che ci sia pervenuto: venne pubblicato da Gaetano Milanesi come allegato al suo commento alla Vita di Bernardino Pinturicchio di Vasari. Vi si legge ad esempio come la volta dovesse essere vivacemente decorata con "grottesche", un motivo relativamente nuovo nel panorama artistico, e come le pareti dovessero contenere dieci storie della vita di Pio II; Pinturicchio inoltre era "tenuto a fare tutti li disegni delle istorie di sua mano in cartoni et in muro, fare le teste di sua mano tutte in fresco, et in secho ritocchare et finire infino a la perfectione sua".

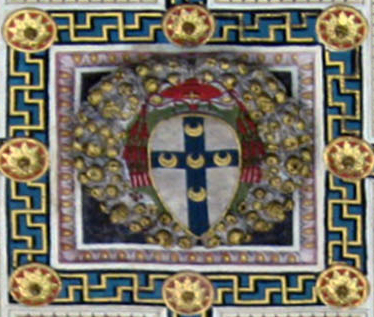
Stemma Piccolomini sulla volta

Entro il 1503 doveva essere stata completata la prima fase, con la volta e la griglia architettonica alle pareti: il 22 settembre di quell'anno il committente venne eletto papa come Pio III e in quelle decorazioni il suo stemma compare ancora col cappello cardinalizio. Entro tale data dovevano essere pronte anche le due grandi vetrate. Il papa morì appena 26 giorni dopo, il 18 ottobre, facendo interrompere i lavori. Il pittore si dedicò così ad altri incarichi, restando però a Siena.
Le storie di Pio II vennero riprese solo intorno al 1505, probabilmente con un nuovo contratto sottoscritto dagli eredi, del quale però non esiste traccia. Nel 1507 l'impresa dovette essere terminata, se in quella data il pittore iniziò ad accettare altre commissioni dall'Umbria, pur restando nella città toscana. Tra i numerosi garzoni impiegati nell'impresa dovettero esserci anche il poi noto pittore bolognese Amico Aspertini e il giovane Raffaello, che testimoniano la rilevanza dell'impresa, vero e proprio crocevia artistico dell'Italia centrale di quegli anni.
In ogni caso i pagamenti si susseguirono ancora per un paio d'anni. Il tema della Libreria costituì un programma iconografico insolito all'aprirsi del Cinquecento. Da un lato esaltava la legittimità del potere papale, messa in discussione con violenza poco prima da Savonarola, da un altro esaltava il casato dei Piccolomini nel suo più illustre esponente.
Più tardi, sempre nel corso del XVI secolo ma in una data imprecisata, l'arcivescovo Francesco Bandini Piccolomini fece scolpire il monumento che si trova sulla parete esterna a sinistra del prospetto marmoreo del Marrina. Si tratta di un monumento commemorativo in cui spicca la figura del Redentore risorto, scolpito in onore del fratello e nipote del committente, Bandino e Germanico Bandini Piccolomini, entrambi avviati alla carriera ecclesiastica e deceduti prematuramente nel 1521 e 1569 rispettivamente. L'artista rimane non identificato.

## Descrizione e stile
La Libreria si affaccia sulla navata tramite un ricco portale marmoreo del Marrina, composto da due arcate con decorazioni a bassorilievo (1497). Nell'arco a destra un piccolo altare con San Giovanni evangelista a bassorilievo è opera di Giovanni di Stefano, come anche la Pietà lignea sotto la mensa dell'altare. L'ingresso alla libreria si trova nell'arco sinistro, attraverso due valve bronzee di Antonio Ormanni del 1497. Sopra il portale si trova l'affresco dell'Incoronazione di Pio III, pure di Pinturicchio (1503-1508).
Si tratta di un'aula a pianta rettangolare, coperta da volta unghiata a padiglione e illuminata da due alte monofore. La solenne architettura è corredata da arredi di prima qualità: armadi lignei per i codici, intagliati dai celebri Barili; pavimento in mattonelle di maiolica triangolari con i crescenti dei Piccolomini (rifatto nel XIX secolo); un'edicola in stucco con la Cacciata dal Paradiso Terrestre sopra il portale d'ingresso, derivata dal rilievo di Jacopo della Quercia nella Fonte Gaia e forse del Marrina o di un anonimo scultore dell'epoca.
Inoltre il cardinale mise a disposizione, dal palazzo romano della famiglia, il celebre marmo antico delle Tre Grazie, per il quale fu scolpita una base da Giovanni di Stefano. Si tratta di una copia romana del III secolo da un originale greco, forse pittorico, riferibile all'età ellenistica. Sebbene i libri di Pio II non giunsero mai a Siena, oggi sono esposti una serie di corali e antifonari miniati soprattutto da Liberale da Verona e Girolamo da Cremona (anni sessanta e settanta del XV secolo), ma anche di Sano di Pietro, Pellegrino di Mariano, Guidoccio Cozzarelli, di proprietà del Capitolo della cattedrale e dell'ospedale di Santa Maria della Scala.
Le Storie di Pio II segnarono l'apoteosi dello stile narrativo quattrocentesco, nella versione più signorile, pervasa da suggestioni fiamminghe. L'effetto è quello di un ordine razionale e stabile, fatto di certezze, che rispecchiava ancora quel modo di pensare che sarebbe stato messo in crisi dalla drammatica calata dei Lanzichenecchi.
Il risultato fu grandioso, ma già sopraffatto, al momento del compimento, dall'incalzare di nuovi rinnovamenti nell'arte, che seppure lontani sarebbero presto divenuti dirompenti e irreversibili. Basti pensare che nel 1507 Raffaello creava la Deposizione Borghese e Michelangelo si apprestava a firmare il contratto per la volta della Cappella Sistina.

### Volta

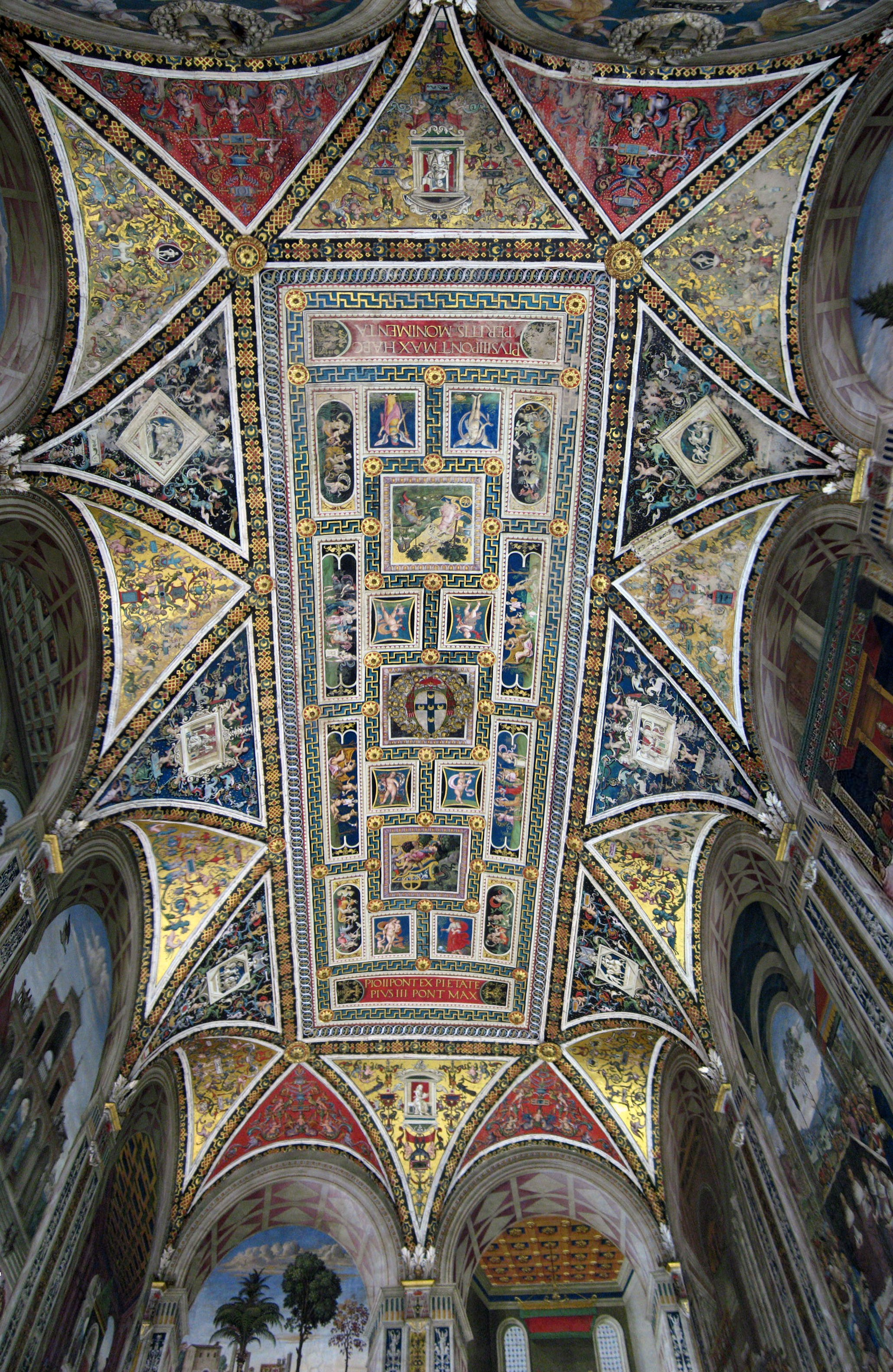
La volta

La volta è composta da un lungo rettangolo centrale retto da spicchi (o vele) e pennacchi di volte a crociera dimezzate, che architettonicamente si definisce volta unghiata. La decorazione si ispira alle volte quadrate della Domus Aurea, riscoperte proprio in quegli anni e oggetto di frequentissima emulazione tra gli artisti della generazione, ma traspone il modello su una tipologia architettonica medievale, con le crociere. I lati lunghi hanno quattro vele a sfondo oro-giallo e tre pennacchi a sfondo blu, mentre i lati brevi presentano un pennacchio giallo e due vele rosse. Gli sgargianti colori sono poi coperti da fitte grottesche all'antica.
Il rettangolo centrale è suddiviso in fregi e scomparti geometrici, ispirati alla Volta Dorata e alla Volta degli Stucchi della reggia neroniana, con al centro lo stemma Piccolomini entro una ghirlanda. Negli scomparti, attribuiti nell'esecuzione pittorica a Girolamo del Pacchia, si trovano le Virtù e miti pagani ispirati a rilievi sui sarcofagi. Per quattro delle Virtù si è anche proposto il nome del miniatore Littifredi Corbizi, a Siena nel 1494 e forse già a fianco del Pinturicchio nell'Appartamento Borgia.
La scenetta del Ratto di Proserpina venne ripresa sicuramente da un disegno fatto da Amico Aspertini di una sarcofago romano, oggi nel Codice Wolfegg (cc. 36v-37r). L'Aspertini infatti aggiunse una figura maschile su un carro trainato da due serpenti nel punto in cui il rilievo del sarcofago è rotto (esso è visibile oggi al Louvre), dove invece, nell'integrità, si trovava la madre di Proserpina, Cerere. Il Pinturicchio o chi per lui vide e copiò il disegno, lo interpretò come Saturno, attribuendogli l'insolito traino di serpenti invece dei consueti cavalli neri.
La volta segnò una delle più complesse testimonianze della reinvenzione di temi antichi in quegli anni, all'insegna di una rinascenza reale in contrasto con l'erudizione capziosa e la reinvenzione fantastica del primo Quattrocento.

### Pareti

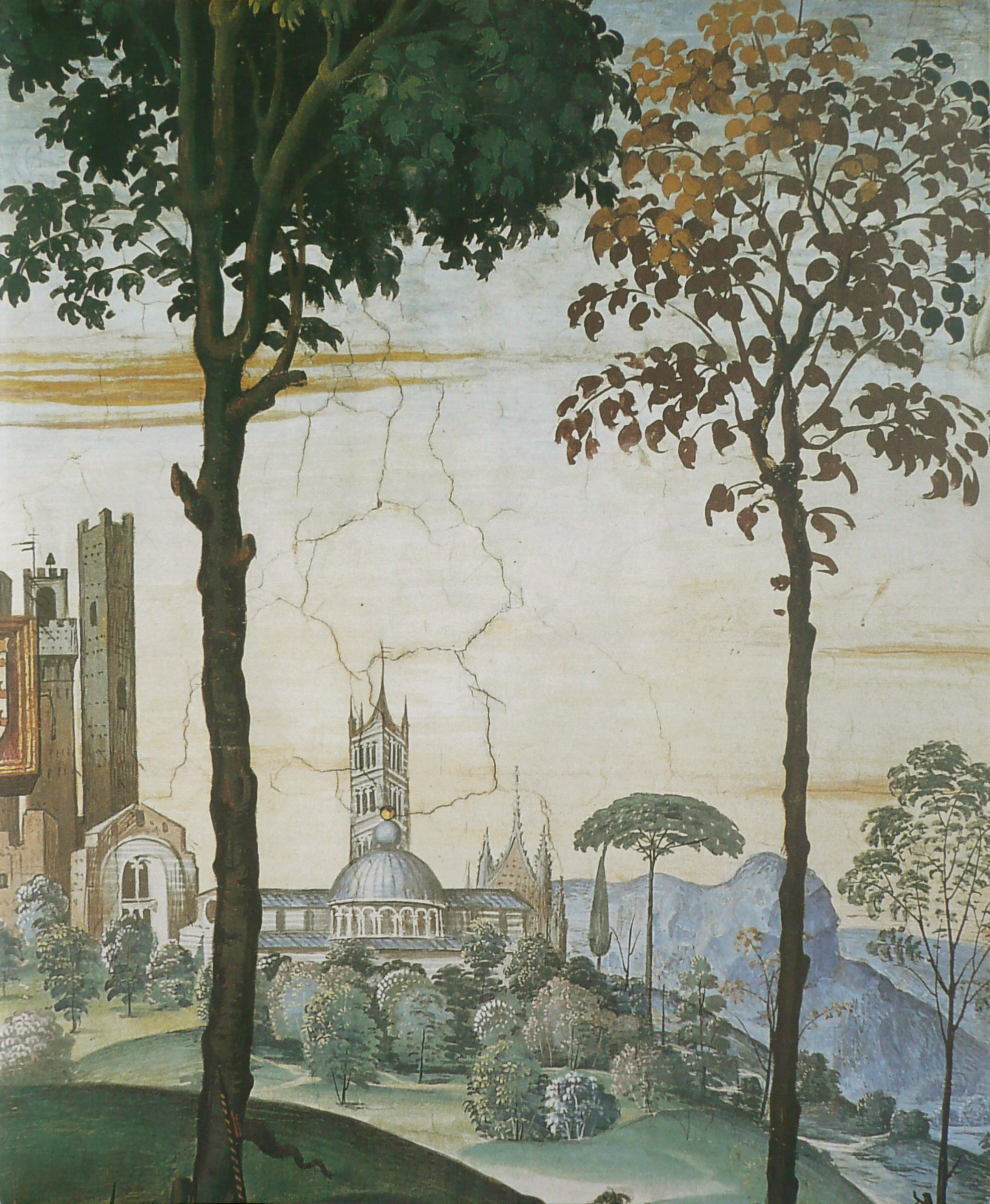
Enea Silvio, vescovo di Siena, presenta Eleonora d'Aragona all'imperatore Federico III, dettaglio con veduta della città di Siena

Le pareti sono suddivise in dieci arcate, con un'intelaiatura pittorica che simula archi in scorcio prospettico. I finti pilastri, decorati a grottesche, compongono quindi una sorta di loggiato, che poggia su un parapetto in finto marmo contenente rilievi all'antica e iscrizioni esplicative in lettere capitali dorate su sfondo blu, di pregevole qualità estetica. 
Il tema della decorazione ad affresco era una "cronaca dipinta" della vita di Pio II, tratta dalla biografia di Giovanni Antonio Campano e dai Commentari scritti da Enea Silvio stesso. I disegni delle scene curano l'organizzazione della folla dei personaggi, studiata in modo da esaltare di volta in volta le azioni del protagonista, e sono ambientati sia in interni che in esterni, in cui i gradevoli paesaggi sono alternati a quinte urbane monumentali.
È ormai accertato che nella fase del disegno Pinturicchio si avvalse della collaborazione di un giovane "della scola di Pietro (Perugino)", che era il giovane Raffaello Sanzio. Vasari scrisse nella vita di Pinturicchio che l'allievo aveva dipinto "alcuni" dei disegni e cartoni, mentre nella biografia di Raffaello si contraddisse assegnandogli schizzi e cartoni di "tutte le storie". Uno di questi cartoni era conservato a Siena ancora all'epoca dello scrittore aretino, mentre altri schizzi restavano nel libro di disegni personale di Raffaello. Oggi la critica tende a riconoscere, superate le iniziali resistenze, due piccoli cartoni (uno dalla famiglia senese dei Baldeschi che lo ricevette nel 1586 dai Piccolomini, l'altro nel Gabinetto dei Disegni e delle Stampe degli Uffizi) e alcuni disegni (Ashmolean Museum, Uffizi e Louvre) alla mano di Raffaello relativamente a questa impresa.
L'esecuzione ad affresco è comunque sicuramente di Pinturicchio e dei suoi assistenti (tra cui forse i senesi Girolamo del Pacchia e Giacomo Pacchiarotto), poiché dal 1504 Raffaello si trovava già a Firenze, dopo il breve soggiorno a Siena databile quindi al 1502-1503, dopo un probabile viaggio a Roma.
Lo stile si avvicina a quello delle miniature: nitido, ricco di colori brillanti intonati con maestria, ricolmo di decorazioni e di applicazioni tridimensionali in pastiglia dorata, su armi, gioielli, finiture, ecc.

#### Enea Silvio Piccolomini parte per il concilio di Basilea

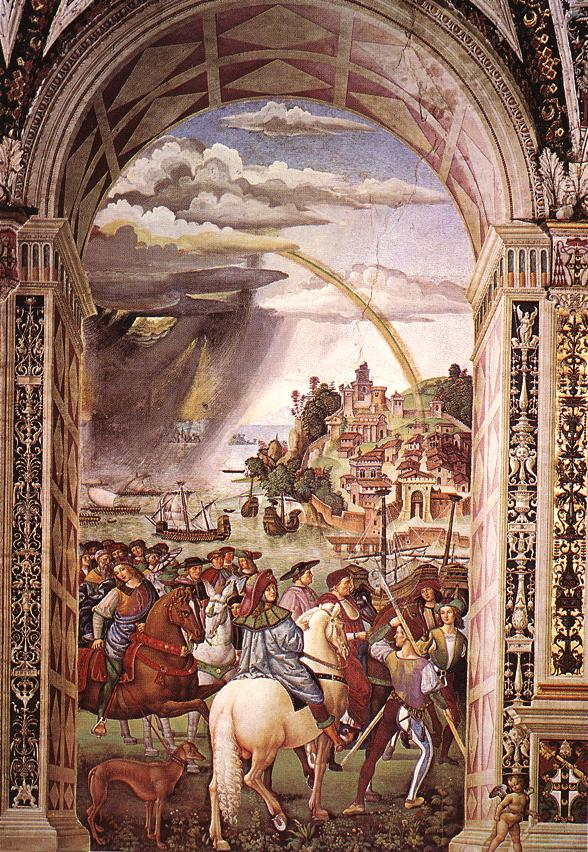
Enea Silvio Piccolomini parte per il concilio di Basilea

L'elegante cavaliere al centro della composizione, che si volta verso lo spettatore, è il ventiseienne Enea Silvio. Le traversie della partenza per il concilio di Basilea sono ricordate nei Commentari, citando la tempesta che colse la sua nave tra l'isola d'Elba e la Corsica, dirottandola a sud. Tali avvenimenti sono preannunciati nella nube oscura a sinistra, ma l'arcobaleno ricorda anche il riuscito approdo, tra Portovenere e Genova, e il sereno ritorno.
Rara è la descrizione di un evento atmosferico nella pittura rinascimentale italiana, qui dettato da esigenze narrative, che venne risolta con le grandi nubi nere che si sfilacciano, sotto forma di pioggia invisibile, fino al mare, rischiarate dai baluginii dorati dei fulmini. Un effetto simile si trova nell'affresco del Passaggio del Mar Rosso nella Cappella Sistina. L'effetto che la tempesta ha sulle navi è ben rappresentato nella parte sinistra, mentre quella destra è dominata, per contrasto, dal tempo sereno e dall'amena veduta di una città murata. La cavalcata, che incede verso destra, mostra una grande varietà di figure e personaggi, sia negli abiti che negli atteggiamenti; la scelta dei personaggi, che dovette ispirarsi alla tradizione iconografica delle cavalcate dei Magi, mostra sia cavalieri che persone a piedi, e numerosi segni del rango di ciascuno: dalle vesti di un cardinale, all'alabardiere di spalle dagli abiti sgargianti, dal cavaliere di sinistra che tiene al guinzaglio un levriero, all'esotico cavallo bianco con le orecchie lunghe, fino a un curioso viaggiatore con il volto bendato e una sorta di ombrellino per cappello.
Per questa scena esistono disegni preparatori di Raffaello, soprattutto per quanto riguarda la cavalcata.

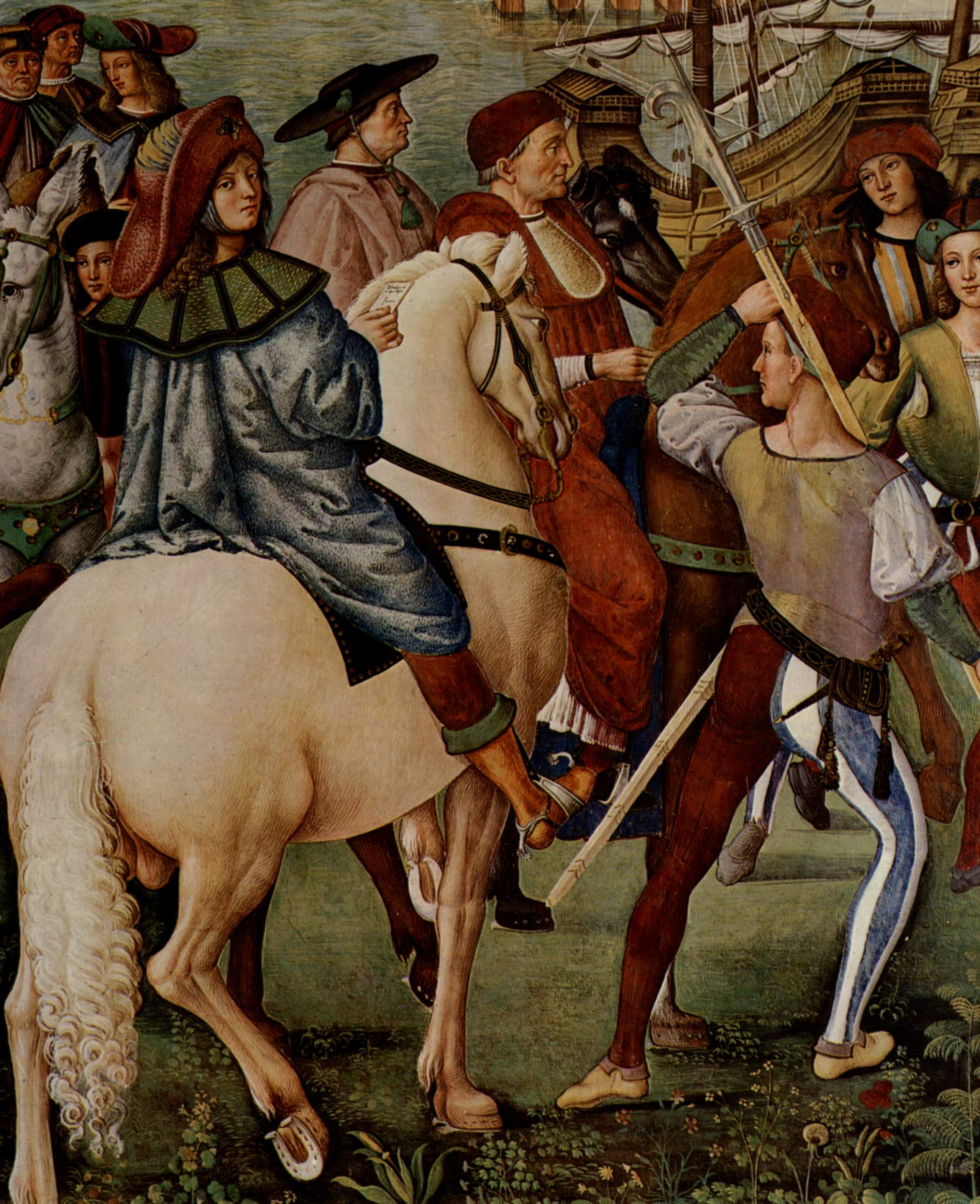
Dettaglio
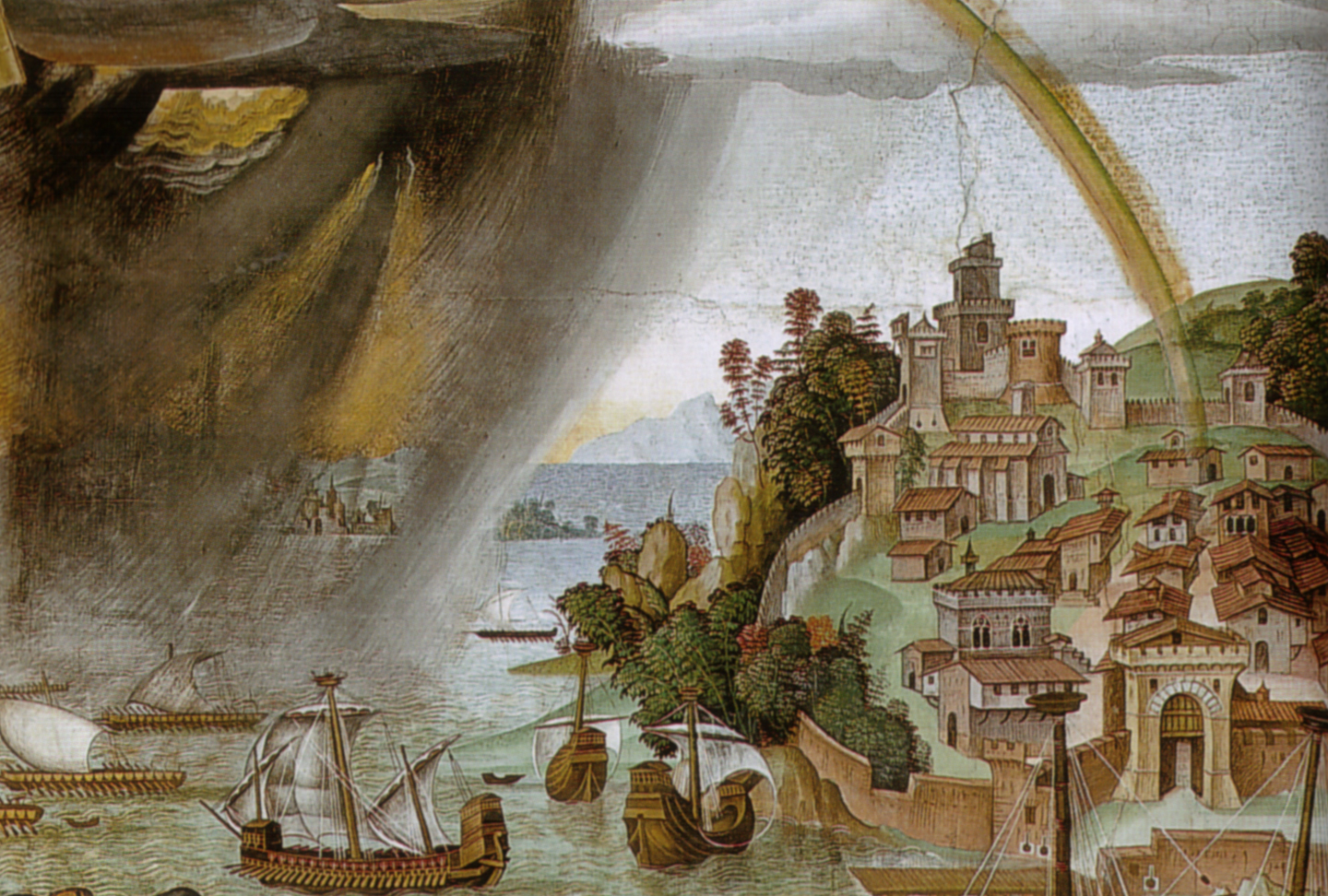
Dettaglio, la tempesta

#### Enea Silvio ambasciatore alla corte di Scozia

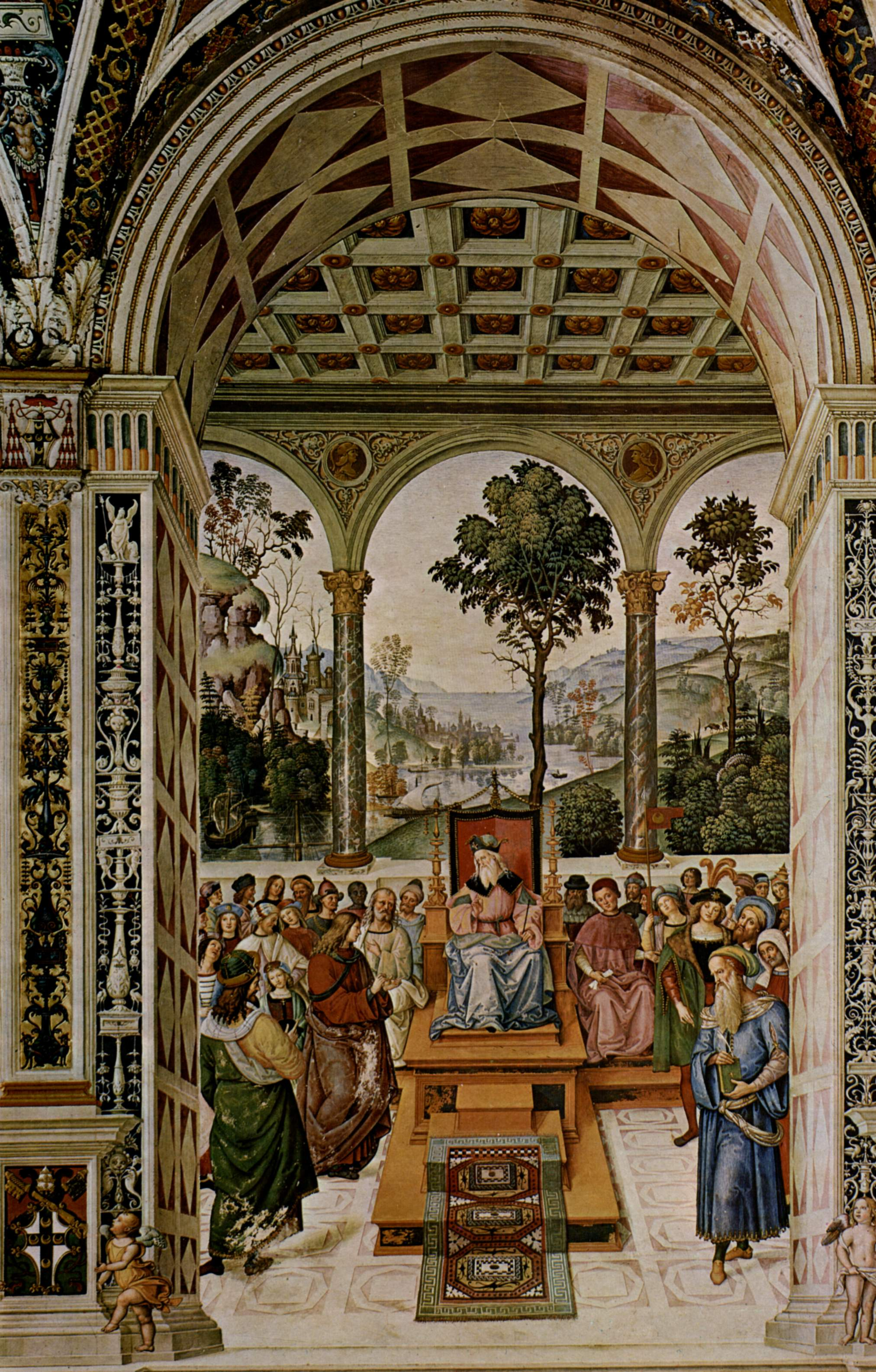
Enea Silvio ambasciatore alla corte di Scozia

La scena successiva mostra Enea Silvio che, al seguito del cardinale Niccolò Albergati, si reca da Giacomo I di Scozia, con l'incarico da parte del Concilio di Basilea di stipulare un'alleanza col sovrano. La scena, imperniata sul trono del monarca, è ambientata in una grandiosa architettura con uno scorcio a grandangolo, che permette di vedere bene sia il pavimento, con motivi geometrici bianco su bianco e un pregiato tappeto orientale, sia il soffitto, con lacunari e rosette dorate.
Dietro i personaggi principali si apre una grandiosa loggia decorata all'antica (dai capitelli corinzi sulle colonne, ai medaglioni e le girali nei pennacchi), che lascia vedere uno straordinario paesaggio. Come tipico di Pinturicchio, il paesaggio è ravvivato da alcuni elementi bizzarri, come lo sperone roccioso sulla sinistra e la città turrita lungo il fiume solcato da barche, in cui si coglie un sentore nordico. Tradizionalmente umbri sono invece il lento digradare delle colline, che sfumano in toni azzurrini in lontananza per effetto della foschia, e i numerosi alberelli fronzuti, ravvivati da lumeggiature dorate nel fogliame.
Enea Silvio è il personaggio vestito di rosso a cui il monarca dirige lo sguardo a sinistra.

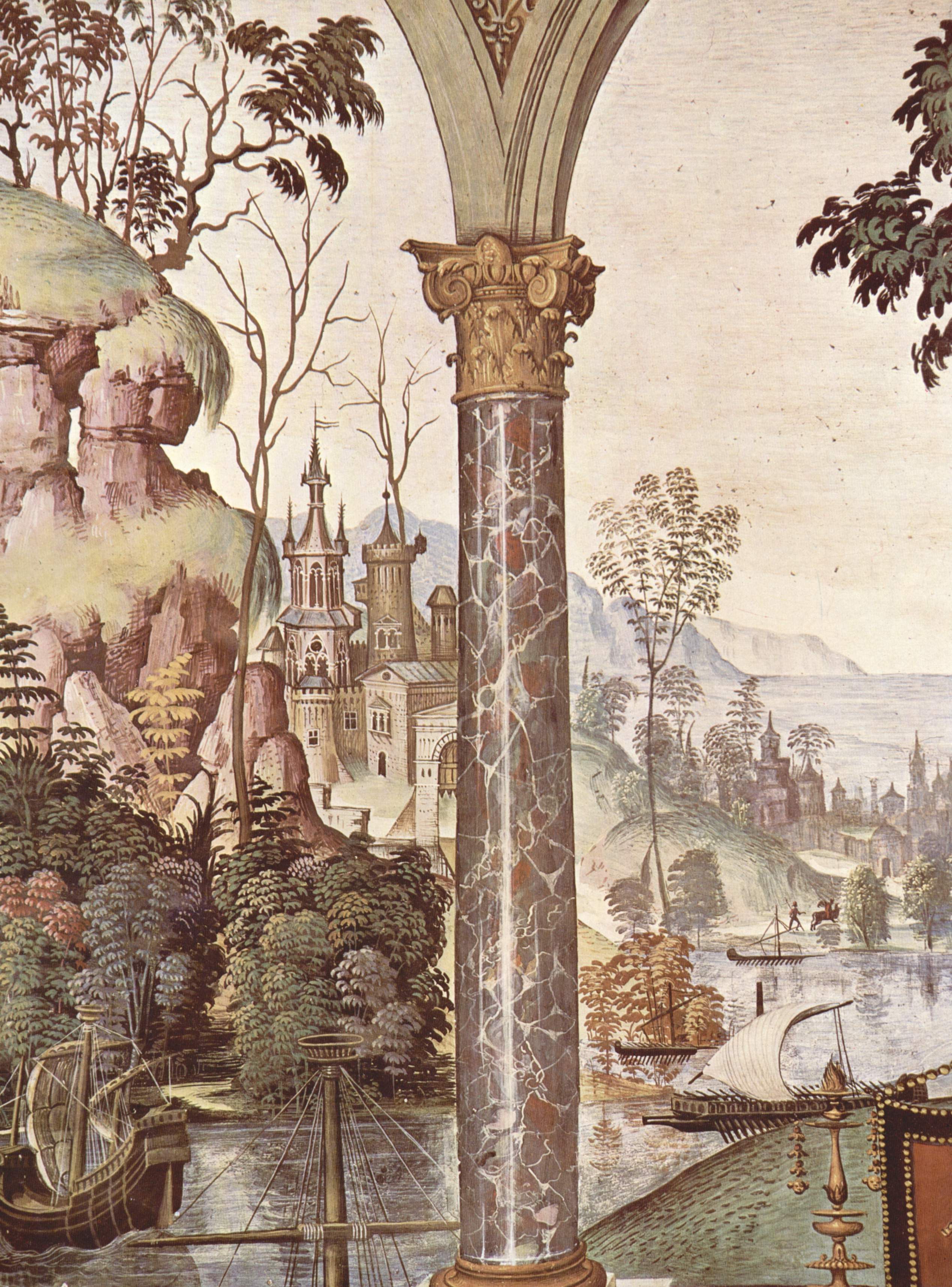
Dettaglio

#### Enea Silvio incoronato poeta dall'imperatore Federico III

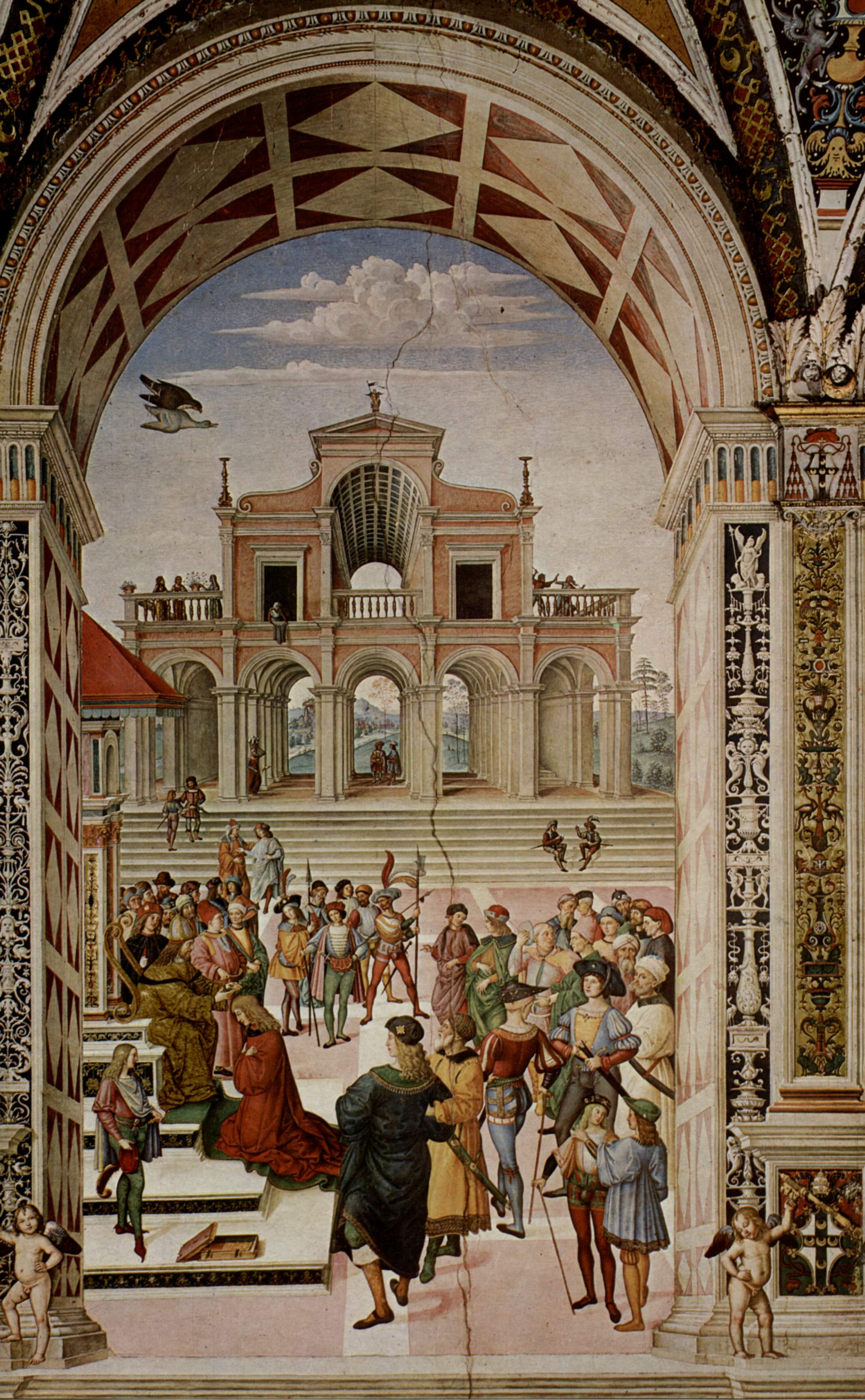
Enea Silvio incoronato poeta dall'imperatore Federico III

Enea Silvio fu mandato dall'antipapa Felice V ad Aquisgrana a rendere omaggio al neoeletto imperatore Federico III. Alla sua corte il Piccolomini godette di grande prestigio, ricevendo l'incarico di protonotario oltre alla prestigiosa incoronazione d'alloro come poeta e altri privilegi. La scena mostra proprio l'incoronazione, organizzata di profilo con Enea Silvio al centro rivolto verso il trono dell'imperatore a sinistra, ed è ambientata in una piazza affollata, dominata da un palazzo bianco e rosa sullo sfondo, attraversato da portici al piano terra e aperto con una grandiosa volta a botte al primo piano. Si tratta di un'evoluzione del tema dell'edificio a pianta centrale dominante il panorama usato per la prima volta da Pietro Perugino nella Consegna delle chiavi della Cappella Sistina e già sviluppato da Pinturicchio in scene della Cappella Bufalini (1484-1486 circa) e della Cappella Baglioni (1500-1501). Il corridoio voltato del piano nobile era una citazione degli esperimenti architettonici del Rinascimento maturo, che avevano avuto come protagonista, per tali forme, Giuliano da Sangallo, anticipando i risultati della villa di Poggio a Caiano al tempo di Leone X (verso il 1505), tanto che si è pensato che ne circolassero già dei progetti visti da Pinturicchio.

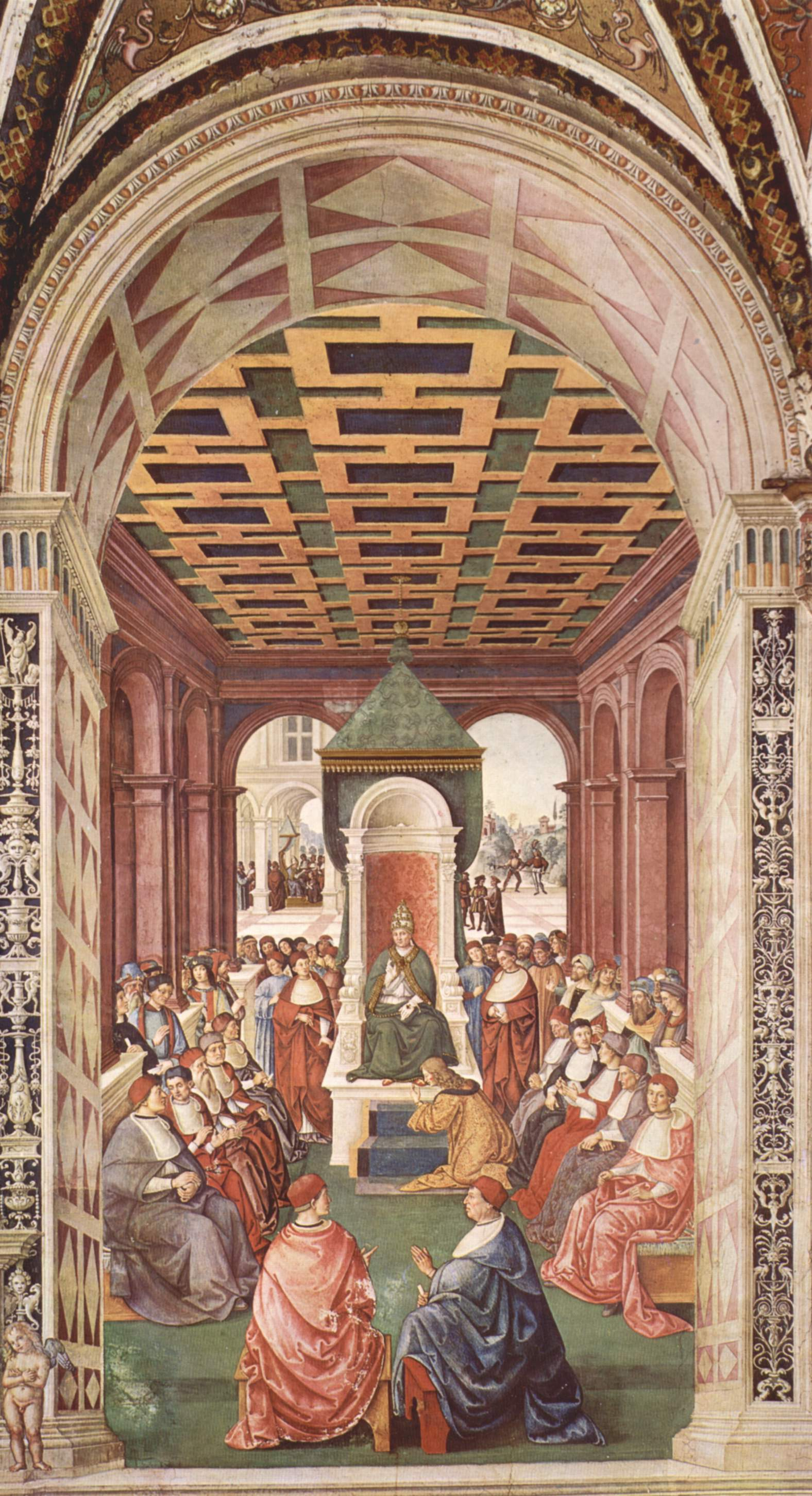
Enea Silvio fa atto di sottomissione a Eugenio IV

Gli armigeri centrali si trovano in una disegno all'Ashmolean Museum di Oxford.

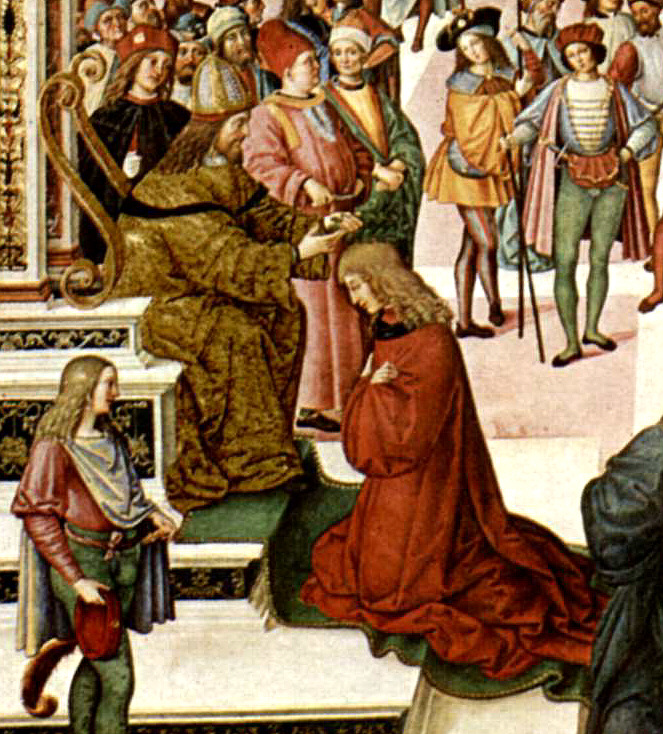
Dettaglio
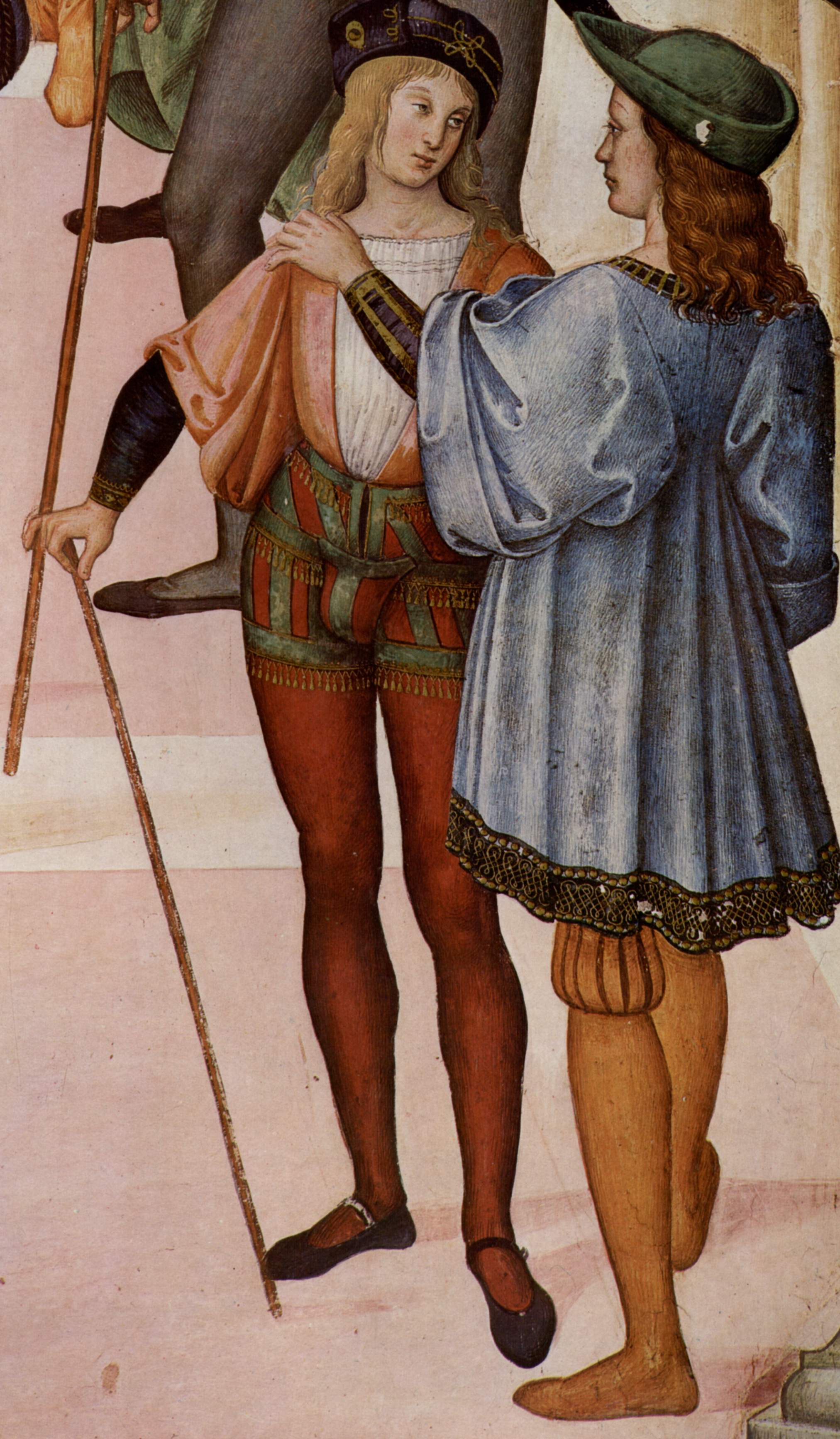
Dettaglio
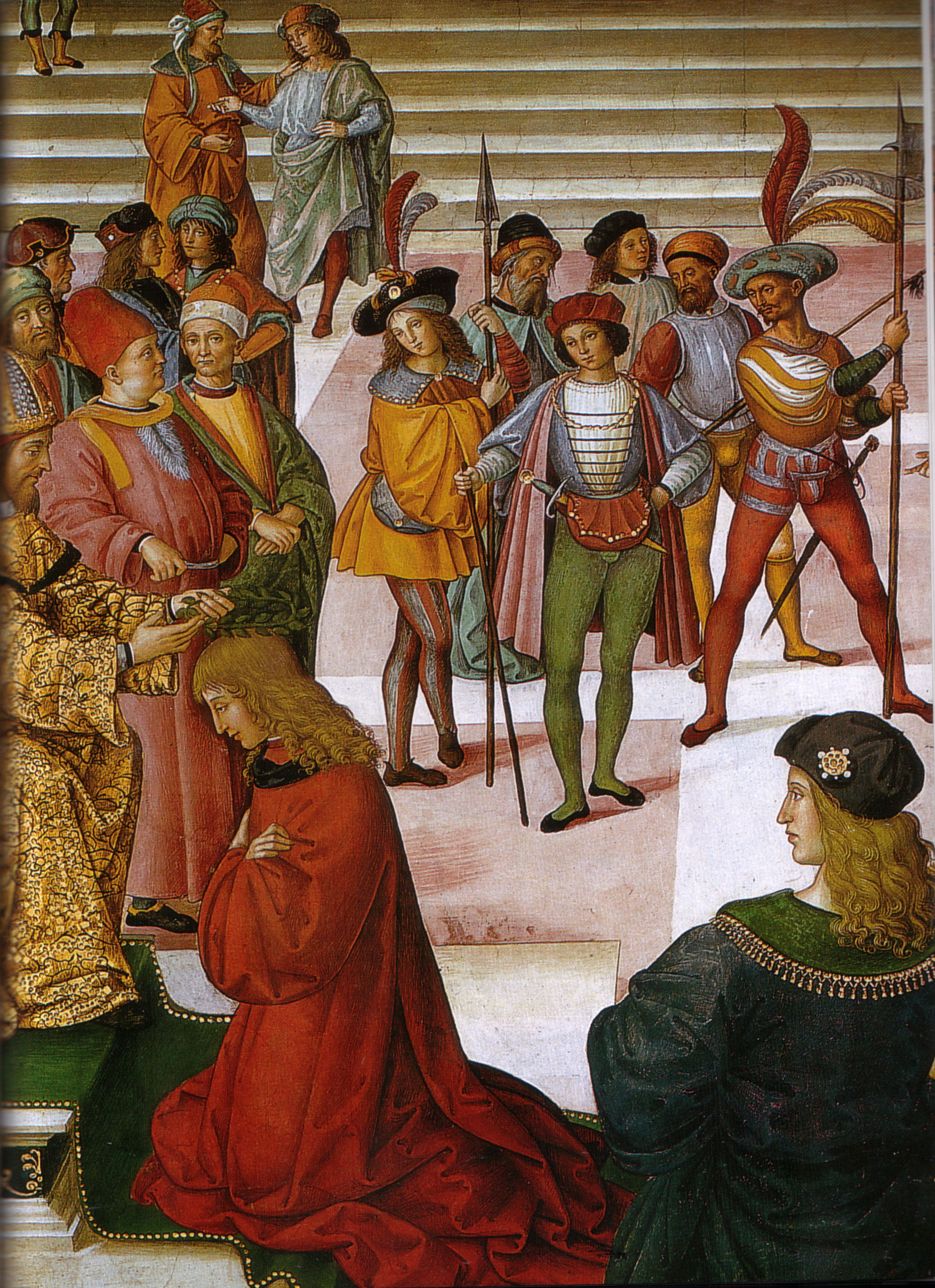
Dettaglio

#### Enea Silvio fa atto di sottomissione a Eugenio IV
In veste di rappresentante di Federico III, Enea Silvio fece atto di sottomissione al pontefice Eugenio IV, giurandogli obbedienza. La scena, sebbene nella realtà sia avvenuta nella camera da letto del papa ammalato, è ambientata in un'aulica sala del trono, con l'azione principale sapientemente organizzata al centro del circolo dei cardinali. Enea Silvio, vestito di giallo, bacia i piedi del pontefice, che benedice amorevolmente.
Oltre il loggiato si apre una veduta di una città, dove è ambientata la scena dell'investitura di Enea Silvio come vescovo di Trieste, nel 1447.

#### Enea Silvio, vescovo di Siena, presenta Eleonora di Portogallo all'imperatore Federico III

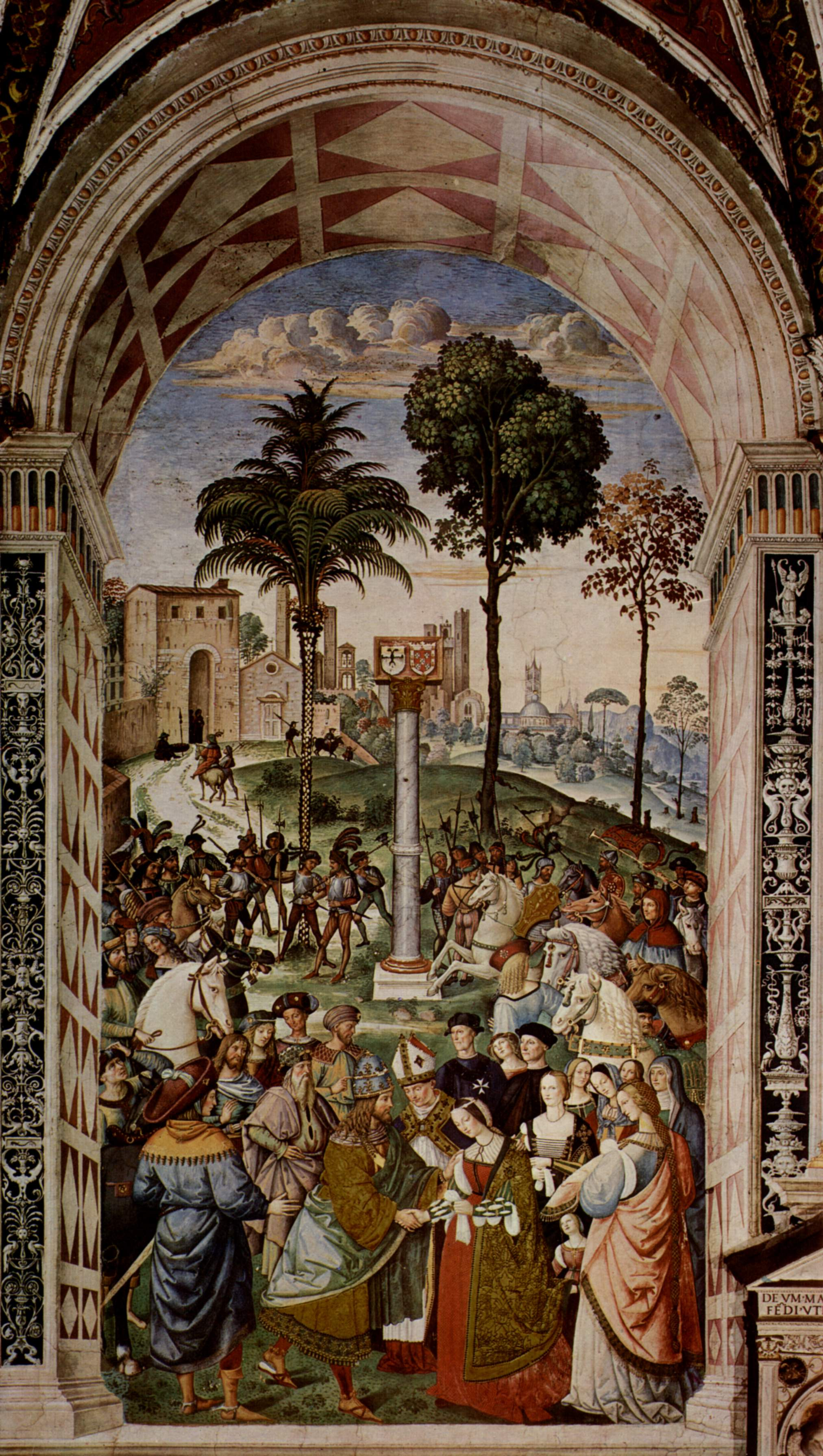
Enea Silvio, vescovo di Siena, presenta Eleonora d'Aragona all'imperatore Federico III

Enea Silvio era già vescovo di Siena quando presentò a Federico III la sua futura sposa Eleonora d'Aviz Infanta di Portogallo. Il vescovo si preoccupò delle trattative del matrimonio e accolse i due nella sua città il 24 febbraio 1452. Lo sfondo ritrae con ampiezza di particolari il reale luogo dell'avvenimento, ovvero fuori porta Camollia. Si vede al centro la colonna con gli stemmi dei due sposi che venne fatta erigere in quell'occasione dalla Repubblica di Siena e tuttora esistente. Vi si riconoscono l'Antiporto di Camollia, la colonna del Portogallo, la scomparsa chiesa di San Basilio, il Duomo e il "Facciatone".
Artefice della composizione fu Raffaello, come si trova nel cartonetto Baldeschi del 1502-1503 circa (New York, Pierpont Morgan Library), poi reinterpretata nel suo Sposalizio della Vergine del 1504.
Tra i numerosi astanti vennero inseriti vari ritratti della Siena contemporanea, come Alberto Aringhieri, Operaio del Duomo e cavaliere di Rodi, Andrea Piccolomini, fratello di Pio III, e sua moglie Agnese. Gli accompagnatori di Federico III invece hanno tutti volti generici.

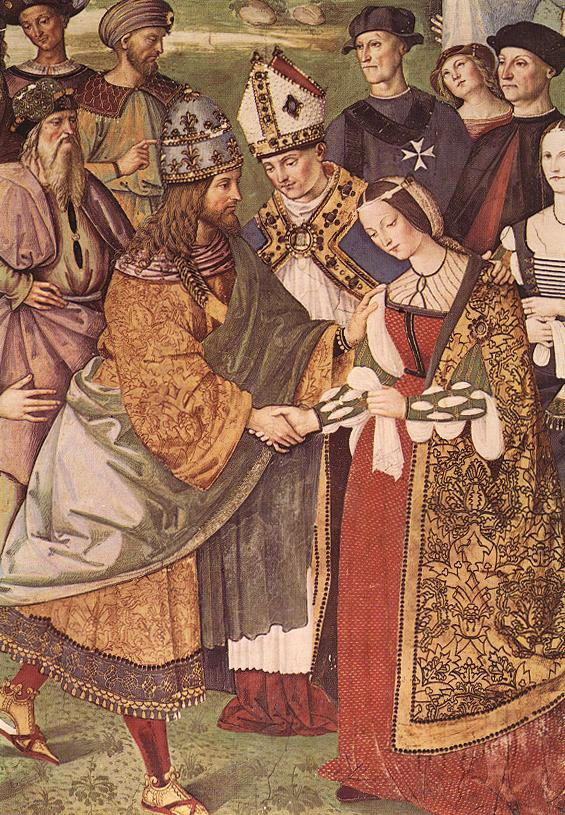
Dettaglio

#### Enea Silvio riceve il cappello cardinalizio

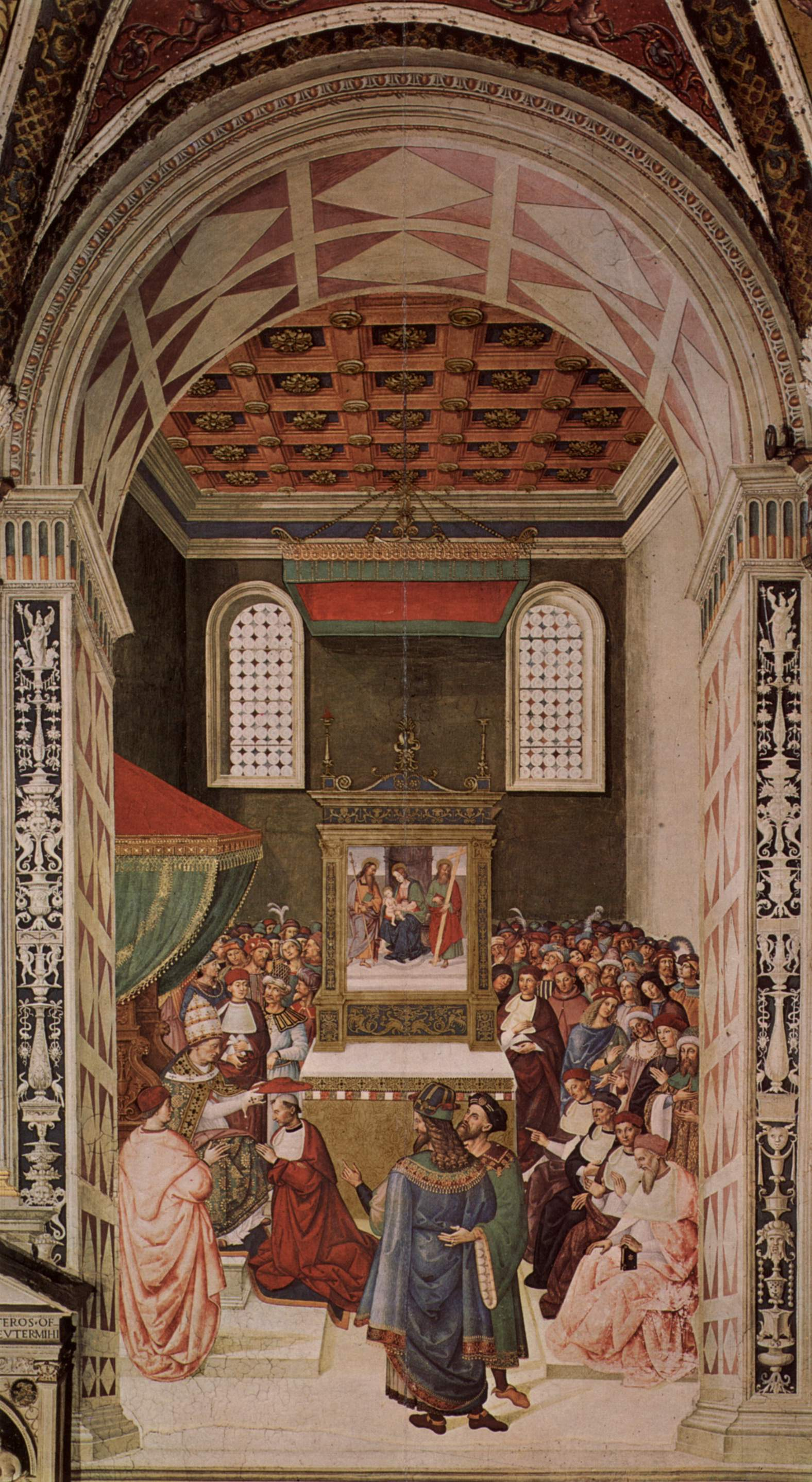
Enea Silvio riceve il cappello cardinalizio

La nomina di Enea Silvio a cardinale risale al 1456 ad opera di Callisto III, col titolo di Santa Sabina. Anche questa scena è ambientata in un sontuoso interno con uno scorcio prospettico grandangolare come le altre. In primo piano, a sinistra, il papa sta appoggiando il cappello cardinalizio sulla testa del Piccolomini inginocchiato, tra vari astanti tra cui spiccano i due girati in primo piano, che con un gesto indicano il fulcro della scena.
Nell'ambientazione spicca al centro l'altare della cappella, ornato da una pala d'altare con una Sacra conversazione con la Madonna col Bambino tra i santi Giacomo maggiore e Andrea, entrambi protettori della famiglia Piccolomini.

#### Pio II, incoronato pontefice, entra in Vaticano

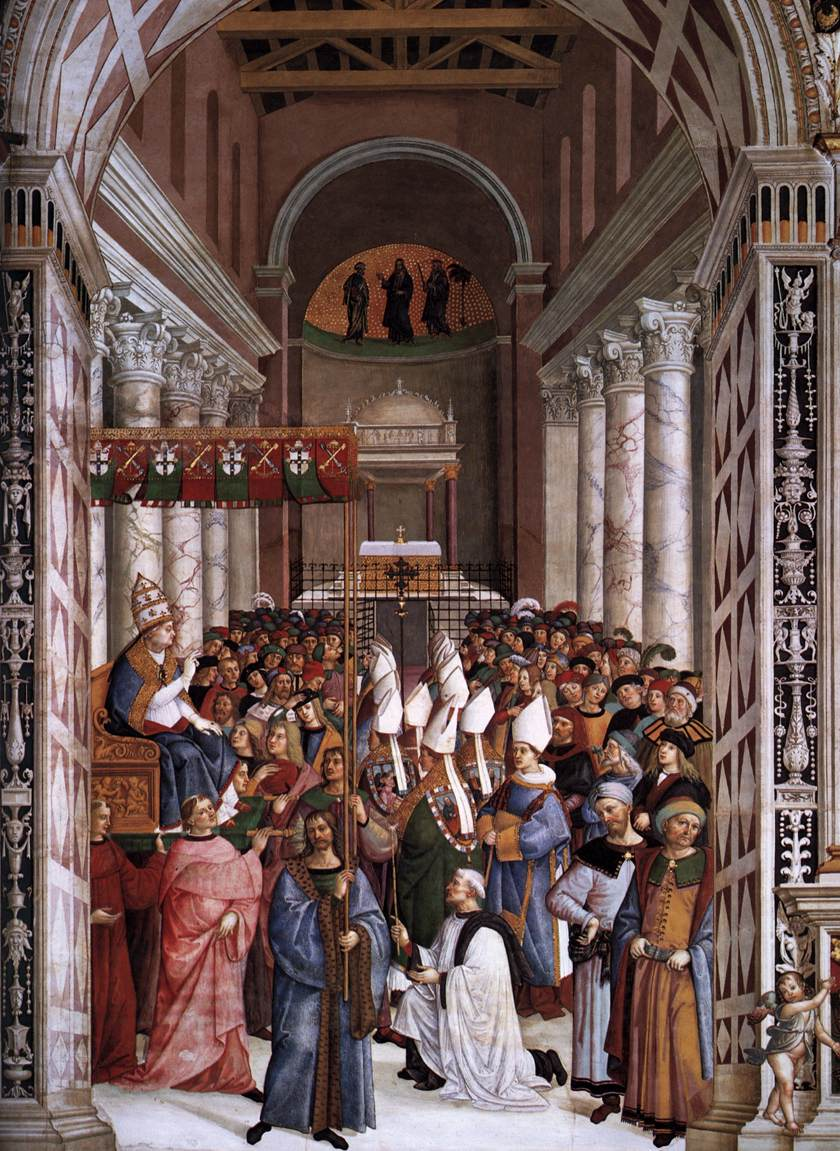
Pio II, incoronato pontefice, entra in Vaticano

L'arrivo di Pio II, nuovo pontefice, in San Giovanni in Laterano (il 3 settembre 1458), è organizzato in maniera dinamica con la portantina papale che avanza da sinistra, col papa seduto di profilo e ieraticamente benedicente. Vi è rappresentato il momento culmine della cerimonia, quando la fiamma di una stoppa è accesa davanti al nuovo papa per ricordare la caducità della vita terrena.
Una fila di cappelli vescovili bianchi al centro della navata conduce lo sguardo in profondità, verso la rappresentazione che testimonia, pur con i necessari adattamenti e infedeltà, l'aspetto della basilica prima dei rifacimenti successivi.

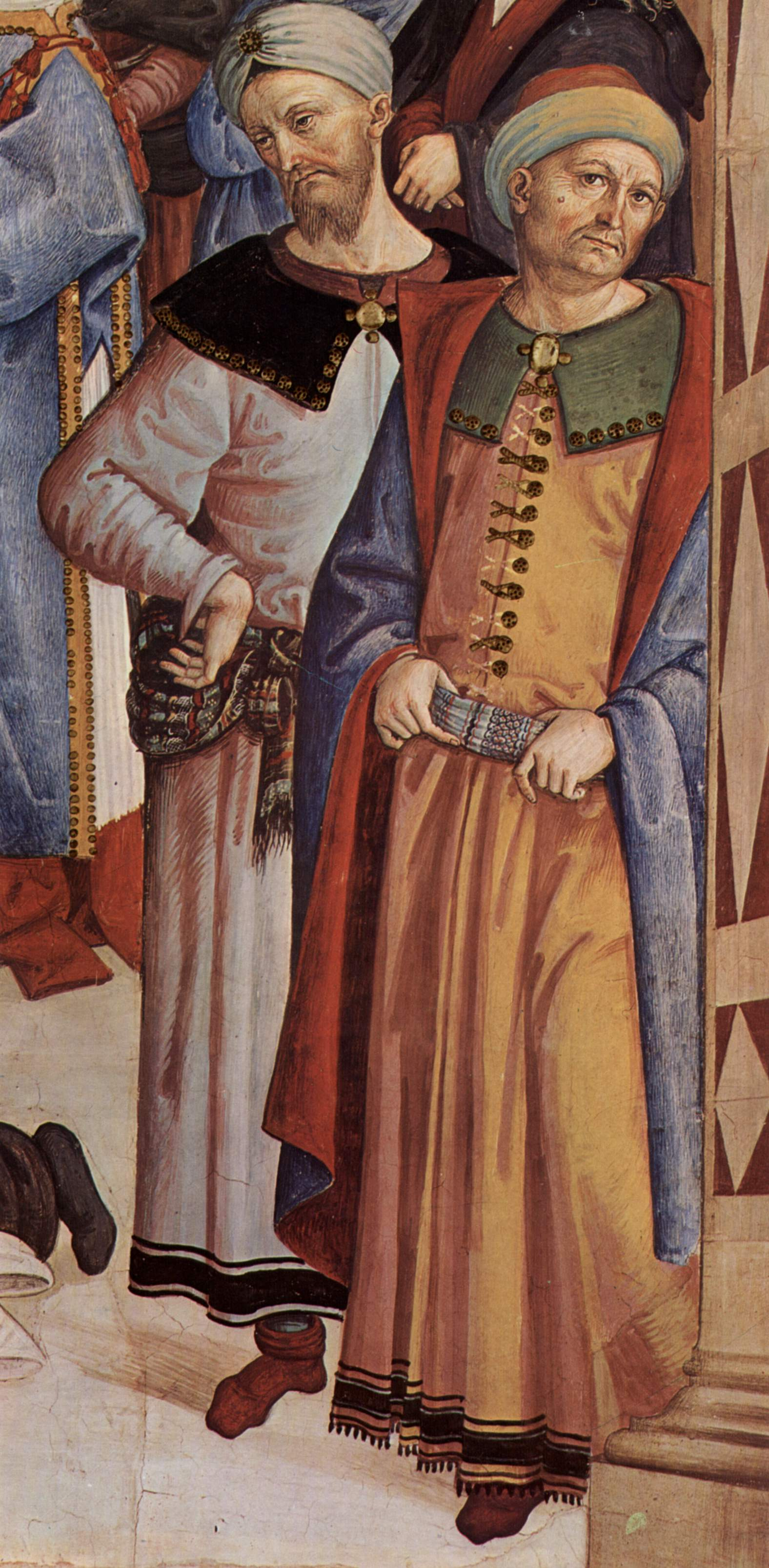
Dettaglio
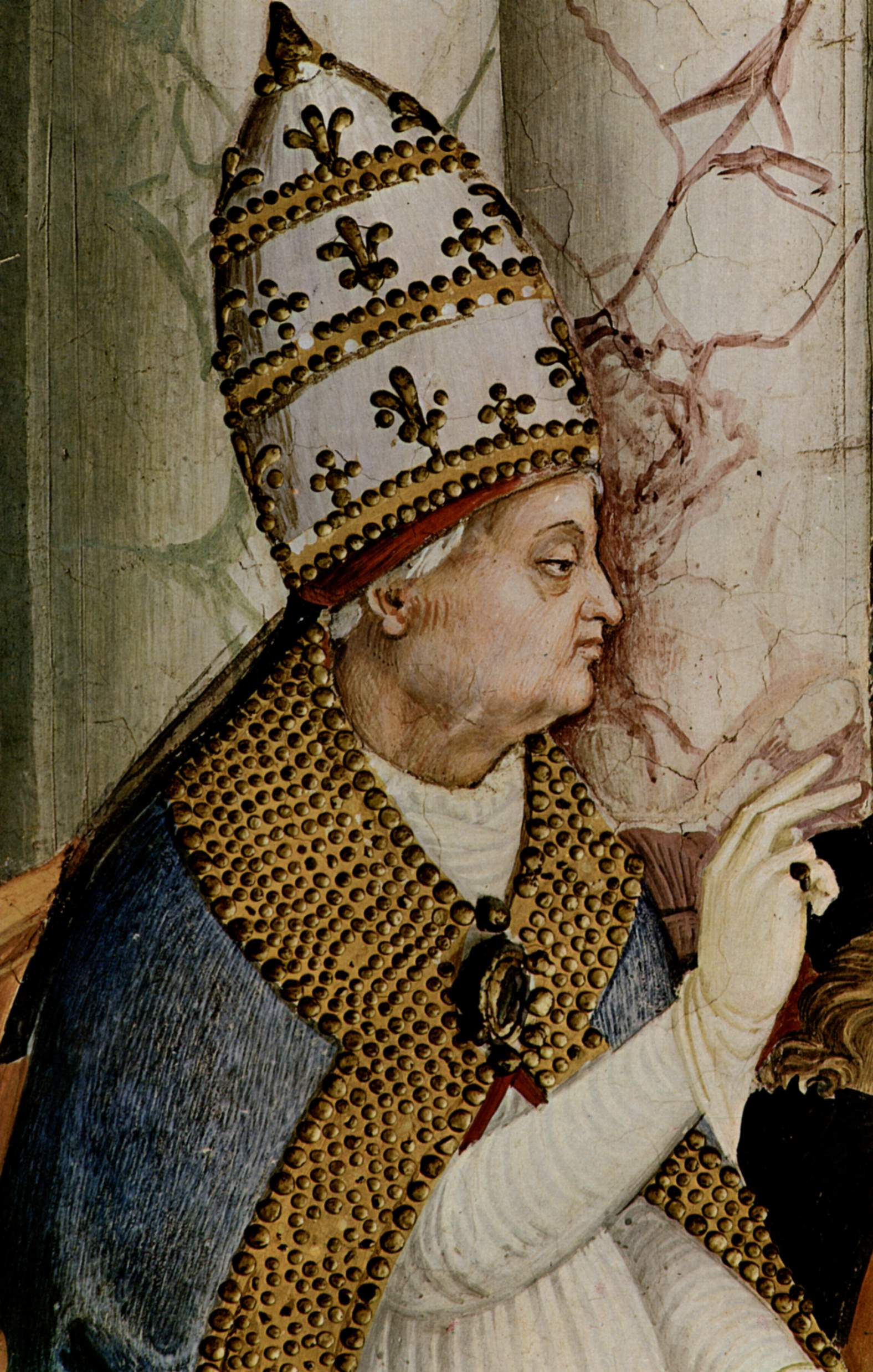
Dettaglio
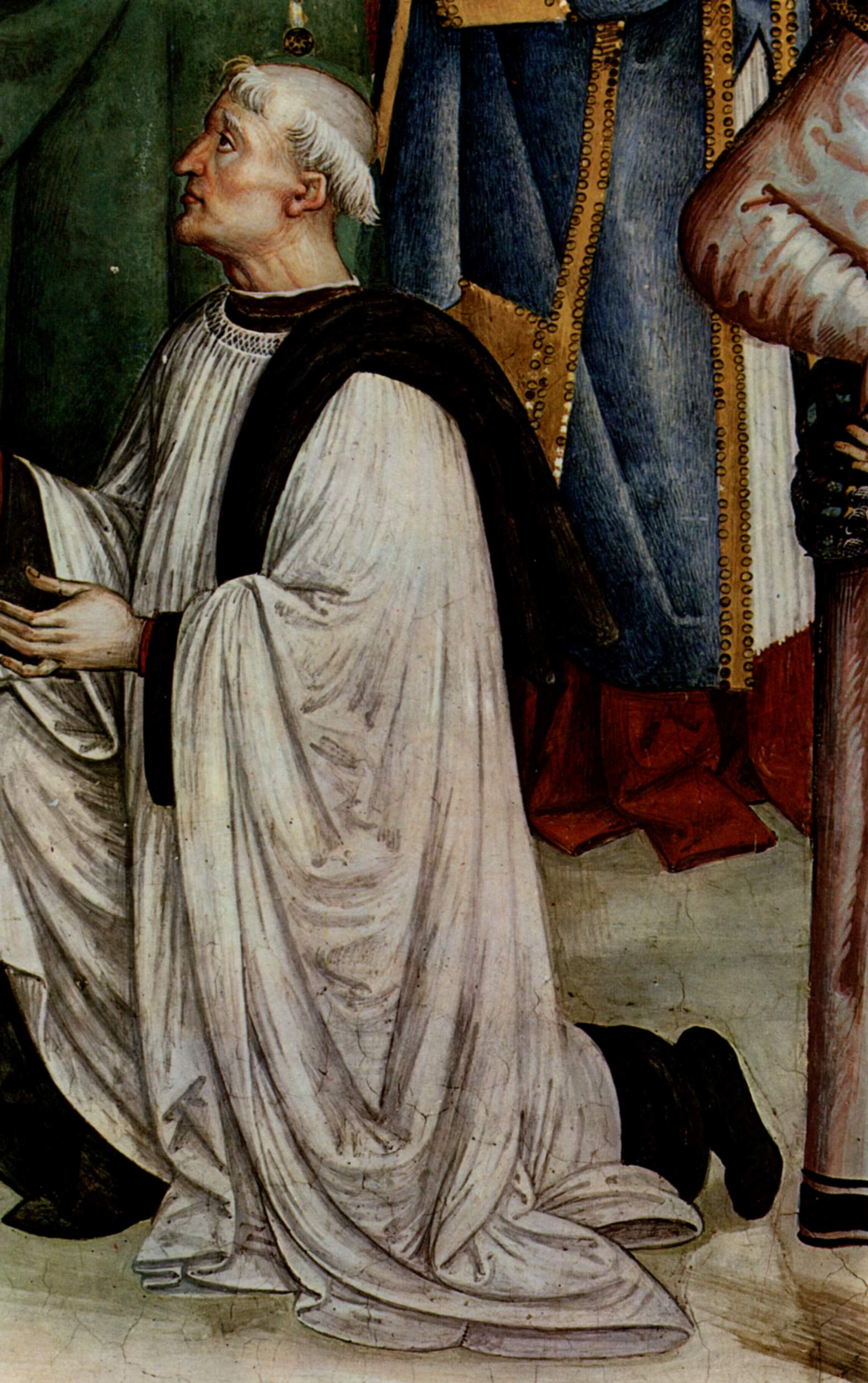
Dettaglio

#### Pio II convoca il concilio di Mantova

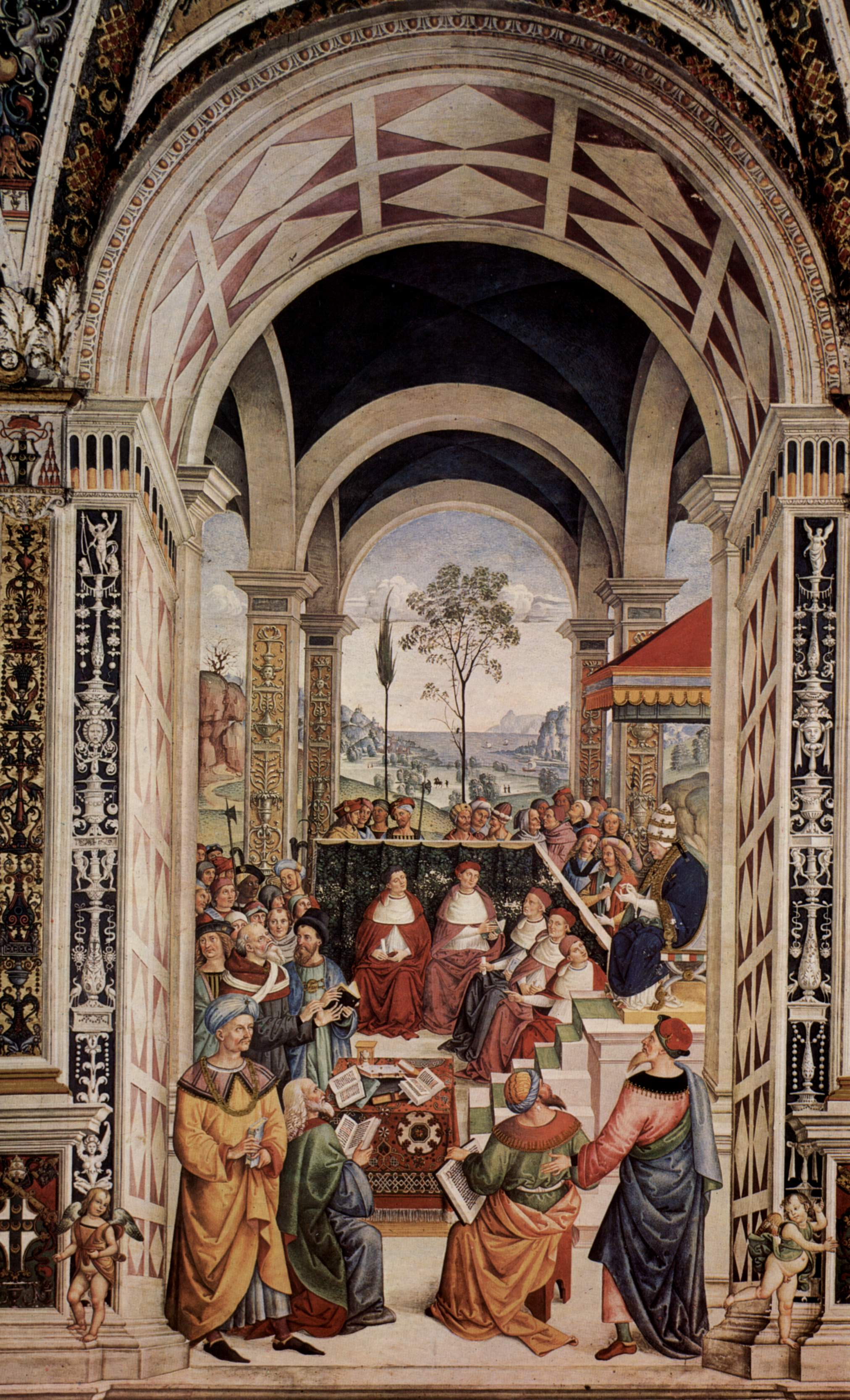
Pio II convoca il concilio di Mantova

Tra le priorità del pontificato di Pio II ci fu quella di arginare l'avanzata degli Ottomani e di riprendere Costantinopoli dopo la conquista del 1453. In questa logica indisse una dieta di principi a Mantova (detta anche Concilio di Mantova) nel 1459, alla corte di Ludovico Gonzaga. La scena è organizzata in maniera abbastanza inusuale: se il portico che lascia vedere il paesaggio appartiene alla tradizione umbra inaugurata dal Perugino e il trono, questa volta a destra, è presente anche in altre scene della Libreria, più originale è lo scorcio della tendina che separa il gruppo dei cardinali al centro da un nutrito gruppo di astanti. In primo piano, attorno a un tavolo coperto da un tappeto con libri e altri strumenti del sapere, stanno una serie di dignitari, tra cui si riconosce, nell'anziano in piedi davanti al papa, Gennadio il patriarca di Costantinopoli.

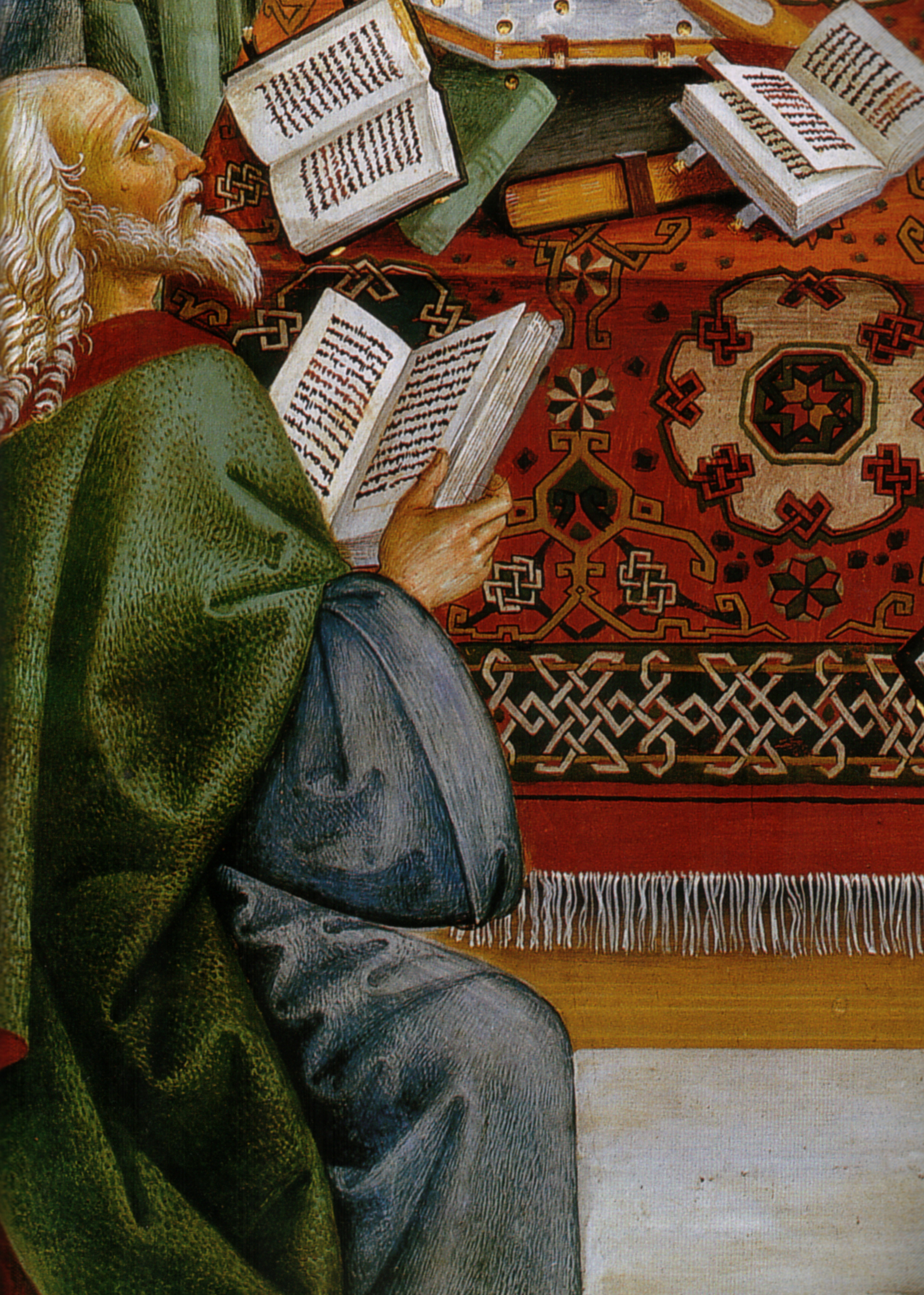
Dettaglio

#### Pio II canonizza santa Caterina da Siena

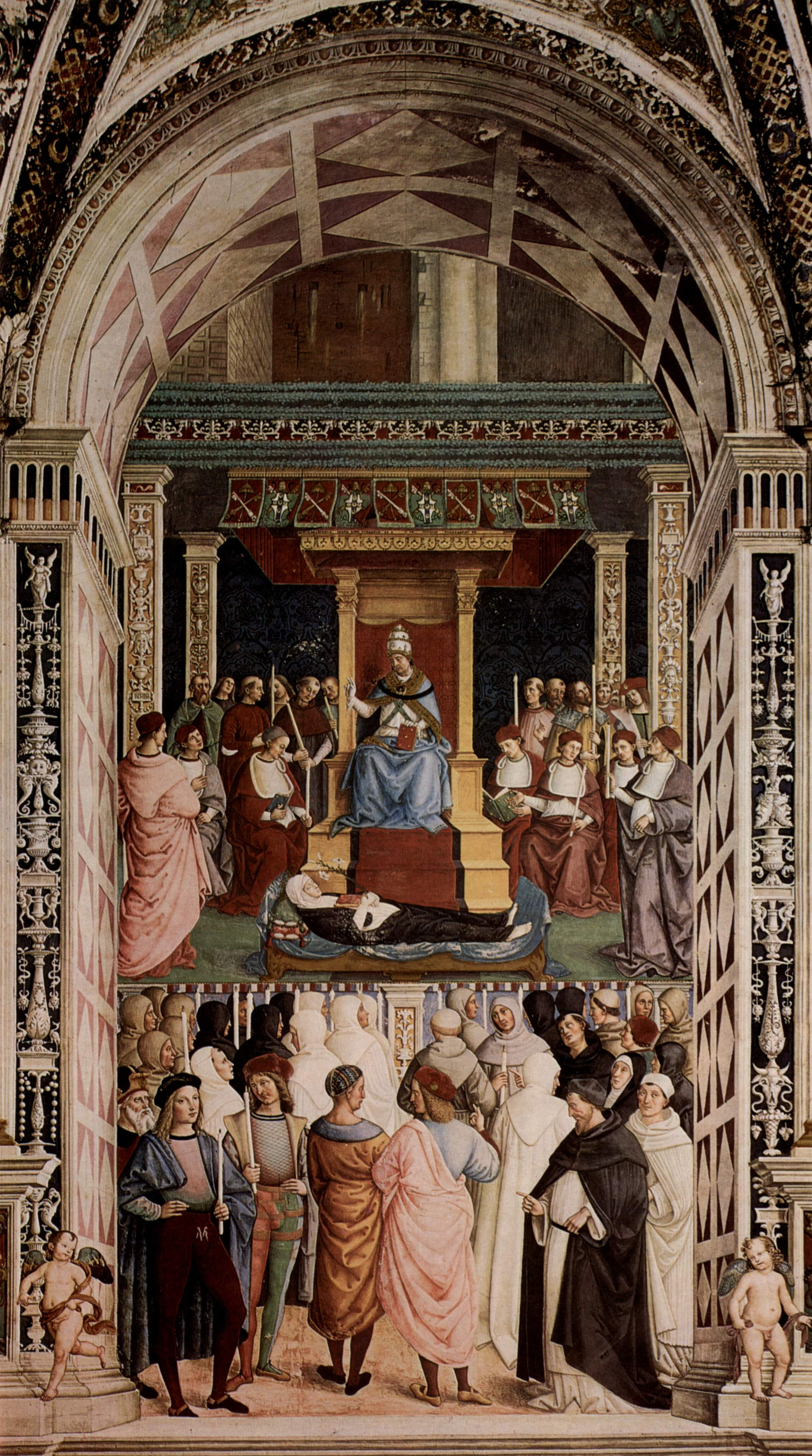
Pio II canonizza santa Caterina da Siena

Il lungo processo che portò alla canonizzazione di santa Caterina da Siena si concluse il 29 giugno 1461. La scena è organizzata, in ossequio alla varietas delle pareti, frontalmente su due registri principali sovrapposti: uno con la tribuna papale, col trono di Pio II coperto da eleganti grottesche (su una si legge il misterioso nome "Bimbo"), e il corpo della santa ai piedi della scalinata, e uno inferiore con una serie di astanti, tra prelati e laici, reggenti candele accese. Spiccano in quest'ultimo gruppo, i due gentiluomini a sinistra, dal vestiario ricercato e dalla posa un po' ostentata, che la tradizione indica come i ritratti di Raffaello e Pinturicchio: il secondo infatti somiglia molto all'autoritratto della Cappella Baglioni di Spello.
Sorprendentemente realistica è la quinta architettonica oltre il baldacchino, con un tratto dell'antica basilica di San Pietro tetro e smozzicato.

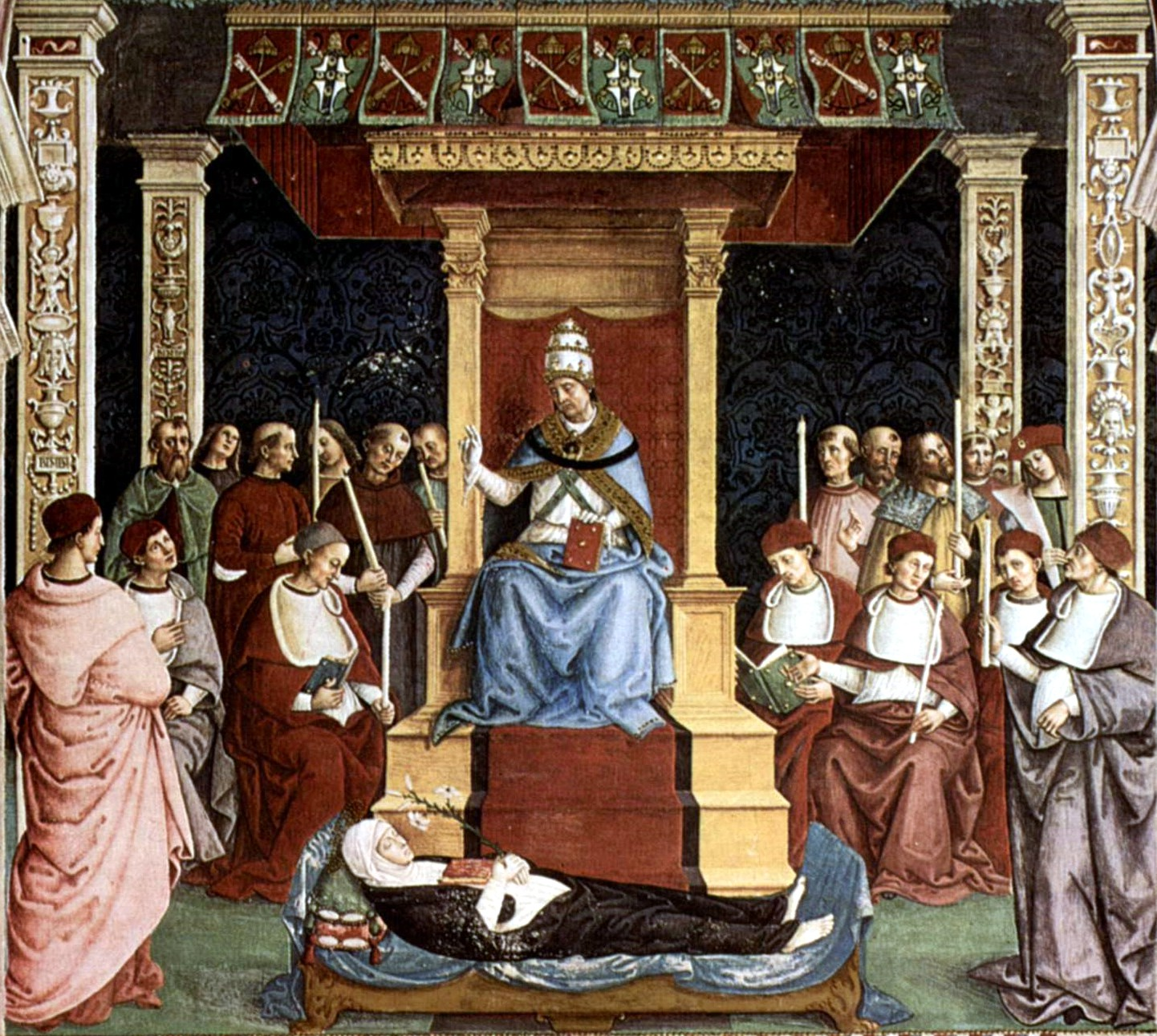
Dettaglio
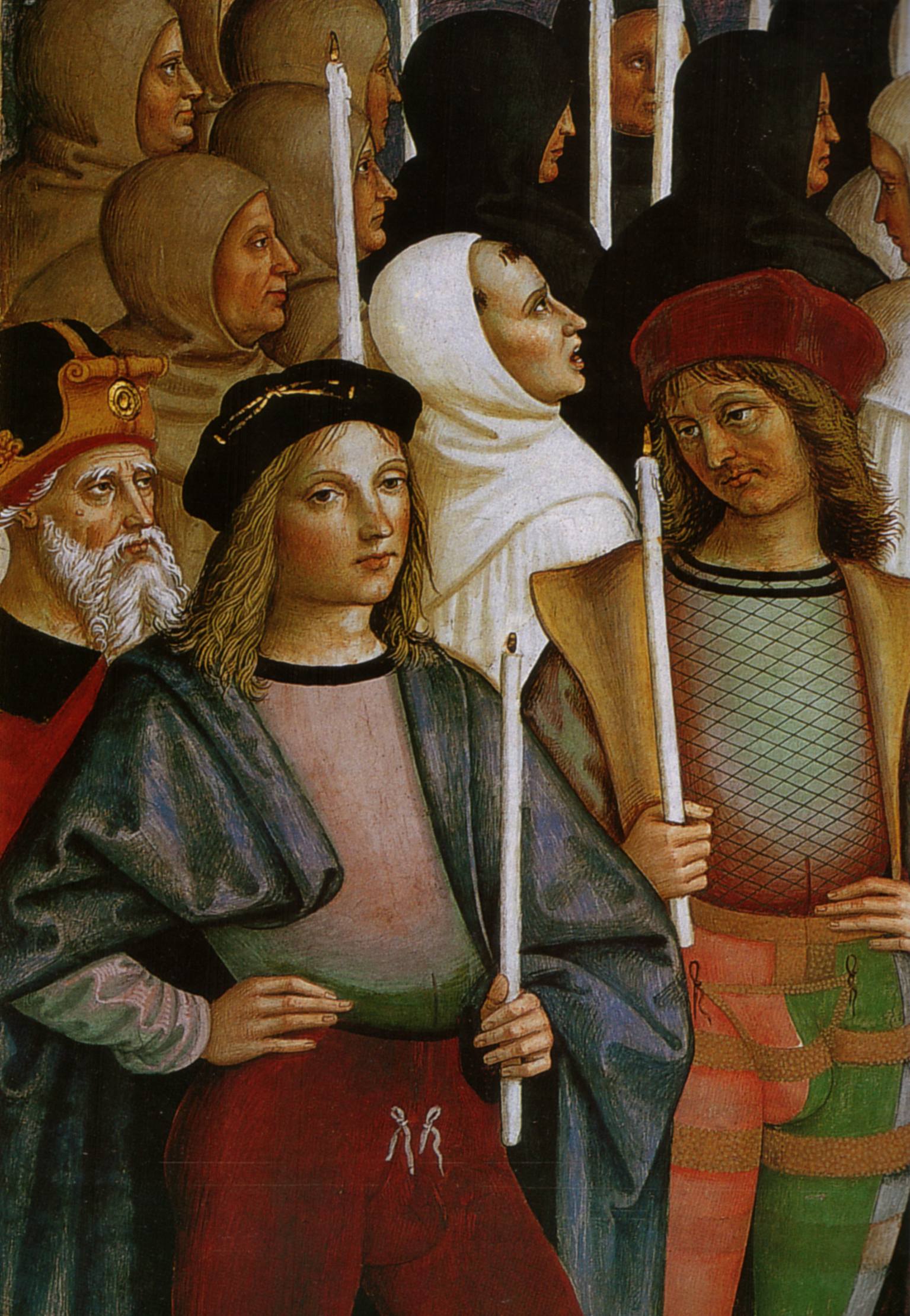
Dettaglio

#### Pio II giunge ad Ancona per dare inizio alla crociata

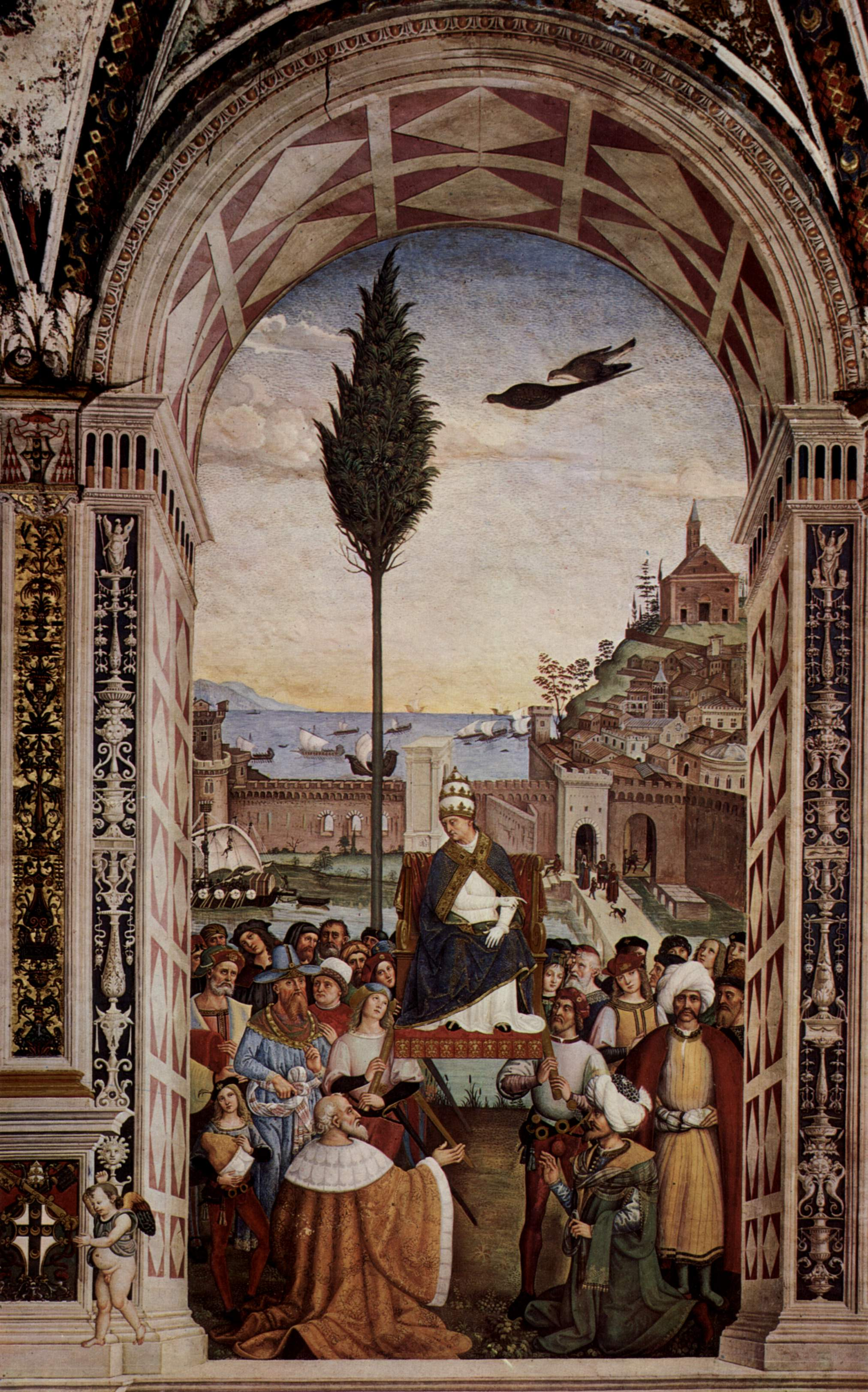
Pio II giunge ad Ancona per dare inizio alla crociata

L'ultima impresa di Pio II fu quella di bandire, vincendo la ritrosia dei principi europei, una crociata contro i turchi ottomani che avevano conquistato definitivamente Costantinopoli e stavano per prendere possesso di tutto l'Impero bizantino, sotto la guida di Maometto II. Per questo, ormai vecchio e ammalato il 18 giugno del 1464 si recò da Roma ad Ancona per condurre di persona l'esercito destinato a partire dal porto dorico per la crociata da lui promossa, e qui fece appena in tempo a vedere l'arrivo della flotta veneziana prima di morire il 14 agosto 1464.
Dopo la morte del papa l'esercito crociato immediatamente si sciolse.
La scena ovviamente ha un tono celebrativo che esula dall'insuccesso dell'impresa, col pontefice al centro sul trono mentre sembra impartire degli ordini. La tradizione riconosce vari ritratti nell'affresco: a sinistra, il doge veneziano Cristoforo Moro inginocchiato e Tommaso Paleologo, despota spodestato di Morea, in piedi con un copricapo azzurro e la lunga barba rossa; a destra, i dignitari orientali Hassan Zaccaria, principe di Samo spodestato, in ginocchio, e, in piedi, Cem, il figlio del sultano tenuto come ostaggio a Roma.
Alcuni sostengono che Pinturicchio copiò le vesti orientali dai disegni che Gentile Bellini fece a Costantinopoli durante un suo viaggio; in realtà la stessa corte pontificia dell'epoca avrebbe potuto offrire a Pinturicchio lo spunto con la presenza di numerosi ospiti esotici.
Sullo sfondo vi è la veduta di Ancona, abbastanza fedele alla realtà. Si riconoscono: il porto, con le galee veneziane in arrivo dal mare, le mura trecentesche della città e l'arco di Traiano, e il colle Guasco con sulla sommità la cattedrale di San Ciriaco, che il pittore perugino rappresenta in forma fantastica, in stile rinascimentale, privandola della caratteristica cupola bizantina e dei suoi caratteri più gotici e inserendo un altissimo campanile.

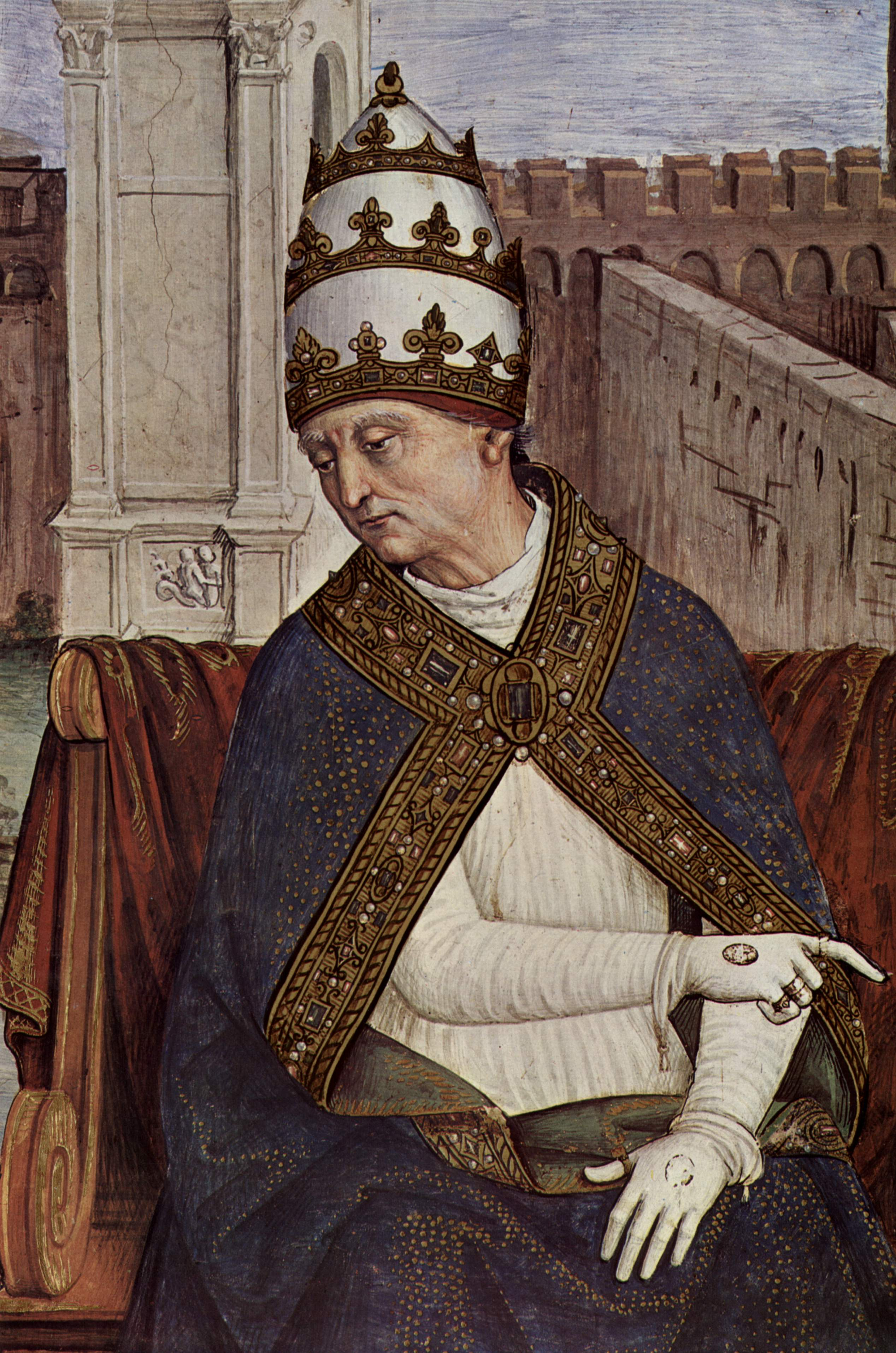
Dettaglio
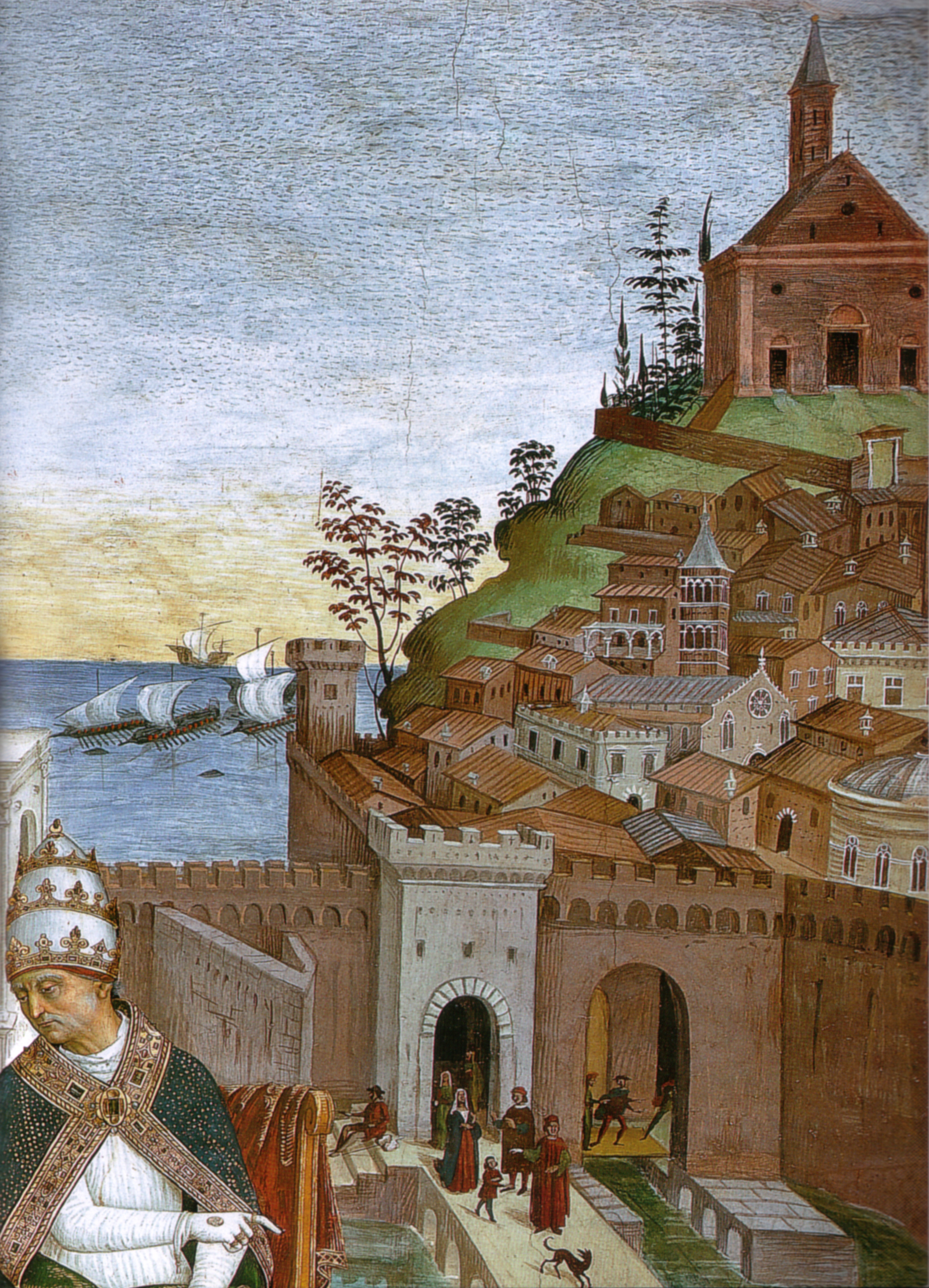
Dettaglio, veduta di Ancona

### Le tre Grazie

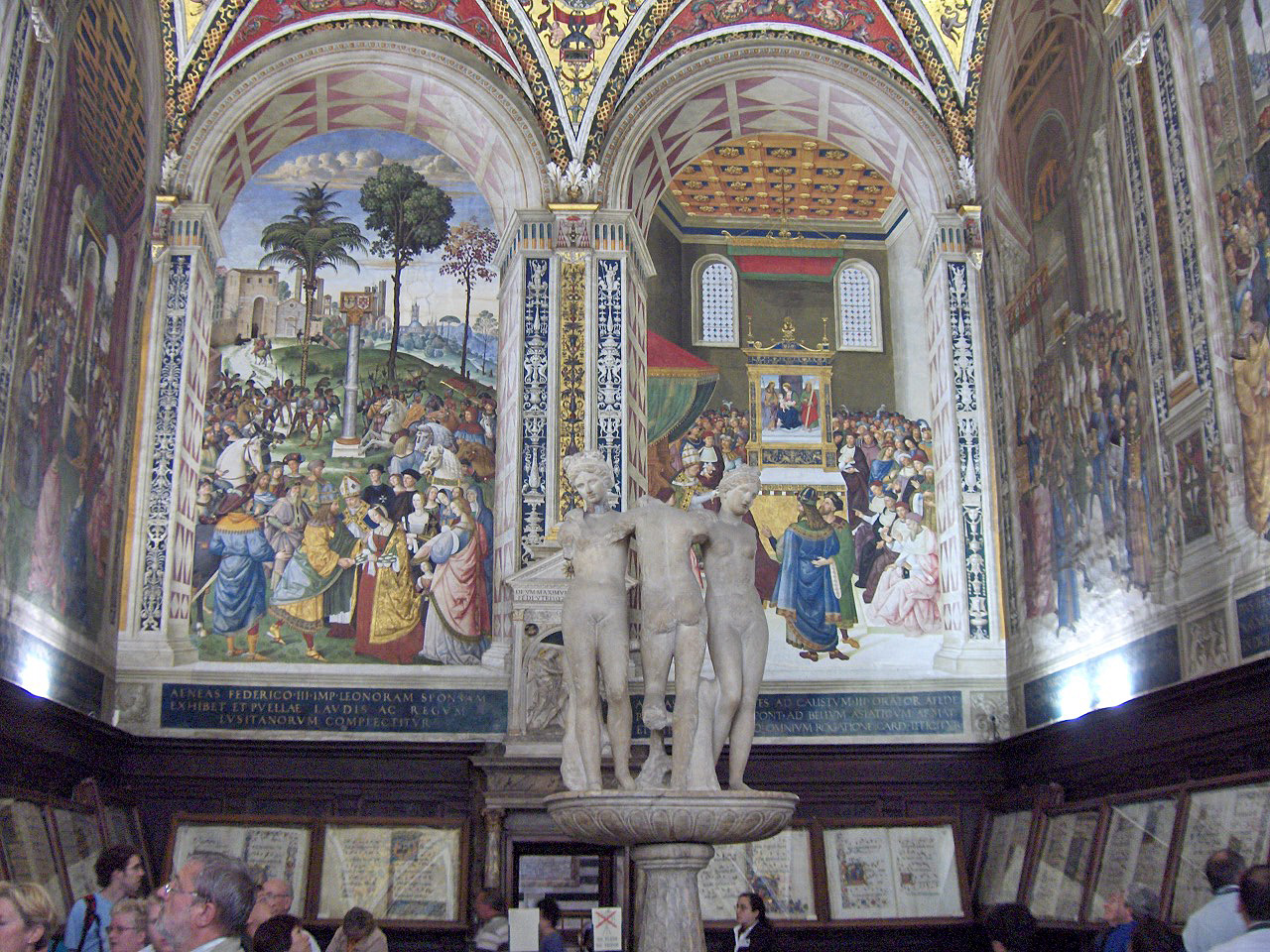
Le tre grazie

La scultura posta al centro della libreria raffigura le Tre grazie. Si tratta di una copia romana antica di un originale ellenistico (IV-II secolo a.C.), che era di proprietà di Francesco Todeschini Piccolomini. Il piedistallo e la vasca che fanno da base alla scultura sono una realizzazione di Giovanni di Stefano (ultimo ventennio del XV secolo.
Le tre grazie sono simbolo di legalità e portano benefici. Con la fine del rinascimento e dell'attaccamento all'arte classica, la scultura ebbe vita dura. Un rettore del Seicento scrisse che le tre sculture erano indecenti e poco consone ad un luogo sacro. Nel XIX secolo, papa Pio IX, in visita alla Cattedrale, le notò e disse che era offensivo vedere nella sagrestia di una chiesa tre donne nude. In realtà la libreria Piccolomini non era e non fu mai una sagrestia, ma l'osservazione del Papa non poteva essere ignorata e così l'opera cominciò un lungo peregrinare fino ad approdare al Museo dell'Opera del Duomo. Ritornò in loco alla fine dello stesso secolo, grazie alla supplica accorata di un artista russo rivolta al principe di Napoli Vittorio Emanuele, in occasione di una visita di quest'ultimo a Mosca. Con l'avvento del fascismo si tornò a pensarla come Pio IX e quindi l'opera si accasò di nuovo nel Museo. Celebre a tal riguardo fu l'articolo di Ugo Ojetti sul Corriere della Sera del 25 febbraio 1934, intitolato Le Grazie in Prigione. Fu Enzo Carli a riportare le Tre grazie nella Libreria nel 1972, ancorandone il piedistallo quattrocentesco al pavimento, forse per scoraggiare ulteriori spostamenti.

### La Cacciata dal Paradiso Terrestre

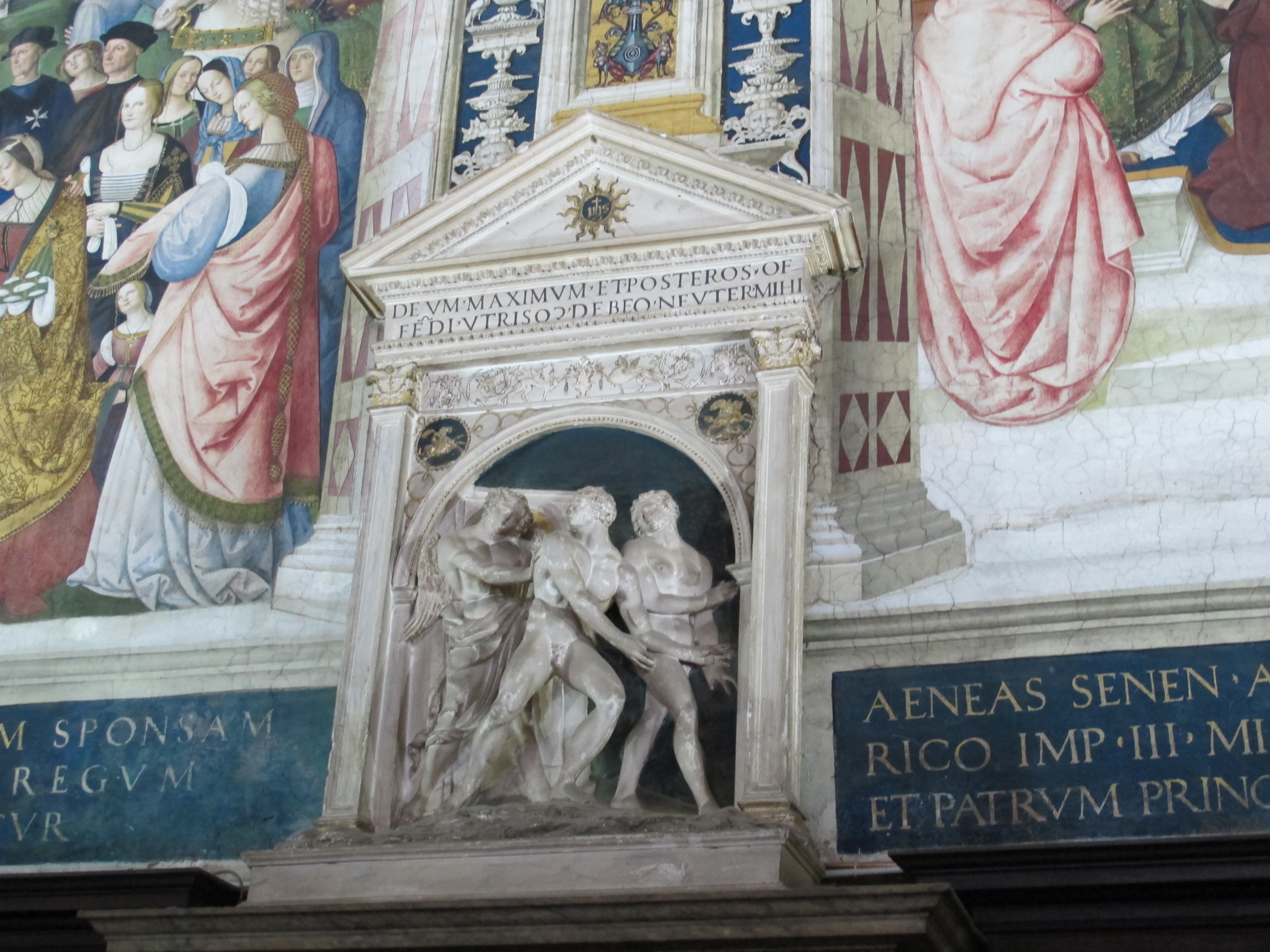
La cacciata di Adamo ed Eva dal paradiso terrestre.

L'edicola in stucco con la scena della Cacciata di Adamo ed Eva che si trova sopra la porta della Libreria è opera di un artista che molti identificano con il Marrina (lo stesso autore del prospetto marmoreo esterno alla Libreria), anche se rimangono dubbi che l'autore fosse piuttosto il suo maestro Giovanni di Stefano; la data di realizzazione è imprecisata, ma si può farla risalire tra la fine del Quattrocento e l'inizio del Cinquecento.
Mentre l'edicola architettonica è originale, la scena della Cacciata dal Paradiso Terrestre è una copia di uno degli scomparti marmorei della Fonte Gaia di Jacopo della Quercia. Di basso valore artistico, il tabernacolo attrae tuttavia per il messaggio umano e religioso che emana: sull'architrave è posta la scritta: DEUM MAXIMUM ET POSTEROS OF / FENDI UTRIUSQUE DEBEO NEUTER MIHI (Offesi Iddio Massimo e i posteri. A entrambi sono debitore, nessuno di loro a me). Queste furono le parole che Papa Enea Silvio Piccolomini pronunciò sul letto di morte. Fu un atto di umiltà e pentimento di un peccato o di una serie di peccati imprecisati, che offese Dio e i posteri e che quindi rimanda al peccato originale di Adamo ed Eva. Sopra la scritta, al centro del timpano, troviamo l'emblema del Redentore di San Bernardino.
Francesco Todeschini Piccolomini, committente dell'intera Libreria, ha voluto ricordare le ultime parole dello zio e il suo pentimento estremo in un monumento piccolo, quasi nascosto sopra il portale interno, con una scritta più piccola e più alta (e quindi meno leggibile) delle numerose didascalie che si trovano sotto ogni affresco del Pinturicchio. Un modo per conferire a quelle parole e allo spirito con cui sono state pronunciate una dimensione intima e discreta, leggibile solo da parte di parenti, amici e visitatori attenti. Inoltre il papa parla in prima persona, non in terza persona come nelle didascalie degli affreschi, sottolineando l'aspetto umano e spirituale di quella frase. La cacciata dei progenitori integra e media quel sentimento, mentre l'emblema del Redentore offre il riscatto, la salvezza, anche per quei peccati orribili ed offensivi per Dio e tutti gli uomini.

## Note

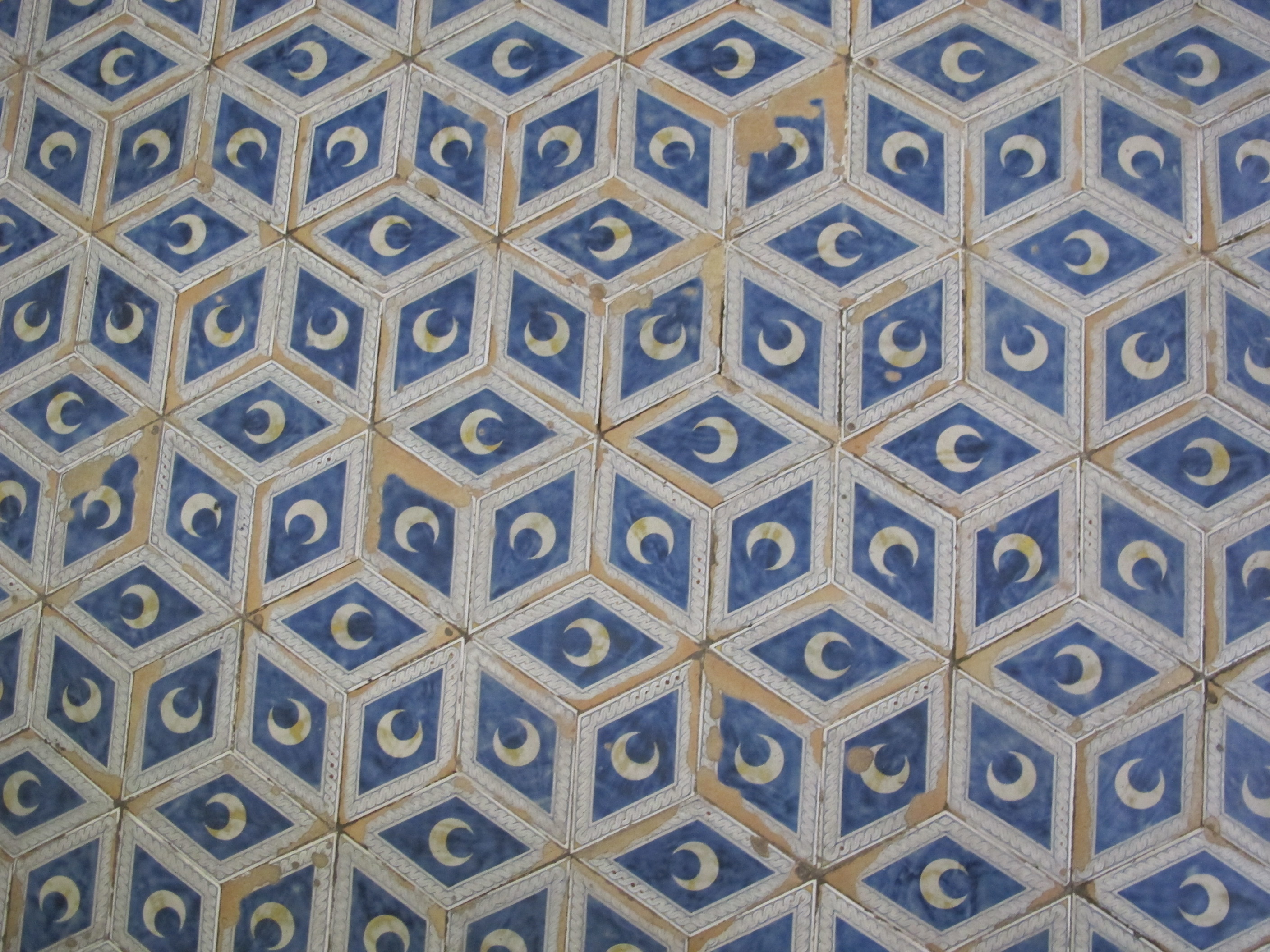
Il pavimento